# Semana Santa en Salamanca
La Semana Santa en Salamanca es una de las celebraciones más arraigadas de la ciudad, constituyendo el principal acontecimiento religioso de la capital charra, con sus consecuentes connotaciones culturales y turísticas. Con alrededor de diez mil cofrades, la ciudad fue pionera en la inclusión de la mujer en las cofradías, especialmente en el acceso a los turnos de carga para portar los pasos. Fue declarada Fiesta de Interés Turístico Internacional en 2003.
Cuenta con dieciocho Cofradías, Congregaciones y Hermandades, agrupadas en la Junta de Semana Santa de Salamanca, que organizan veinticuatro procesiones y actos.Los más antiguos son el Acto del Descendimiento y la Procesión del Santo Entierro, iniciados en 1615, y la Procesión del Encuentro, instituida en 1616.
El carácter universitario de la ciudad tiene también su reflejo en las celebraciones de la Semana Santa. La Universidad tiene desde antiguo el privilegio de que sus miembros puedan cumplir con la obligación cristiana de la Pascua dentro del edificio universitario con la solemne liturgia del Jueves y Viernes Santo en la Capilla de San Jerónimo, a las que acuden los profesores revestidos de toga y muceta. La Universidad también participa en las procesiones el Martes Santo, asistiendo un representante a la promesa de silencio de la Hermandad Universitaria y acompañando al paso varios doctores revestidos.

## Historia

### SiglosXVIaXVIII

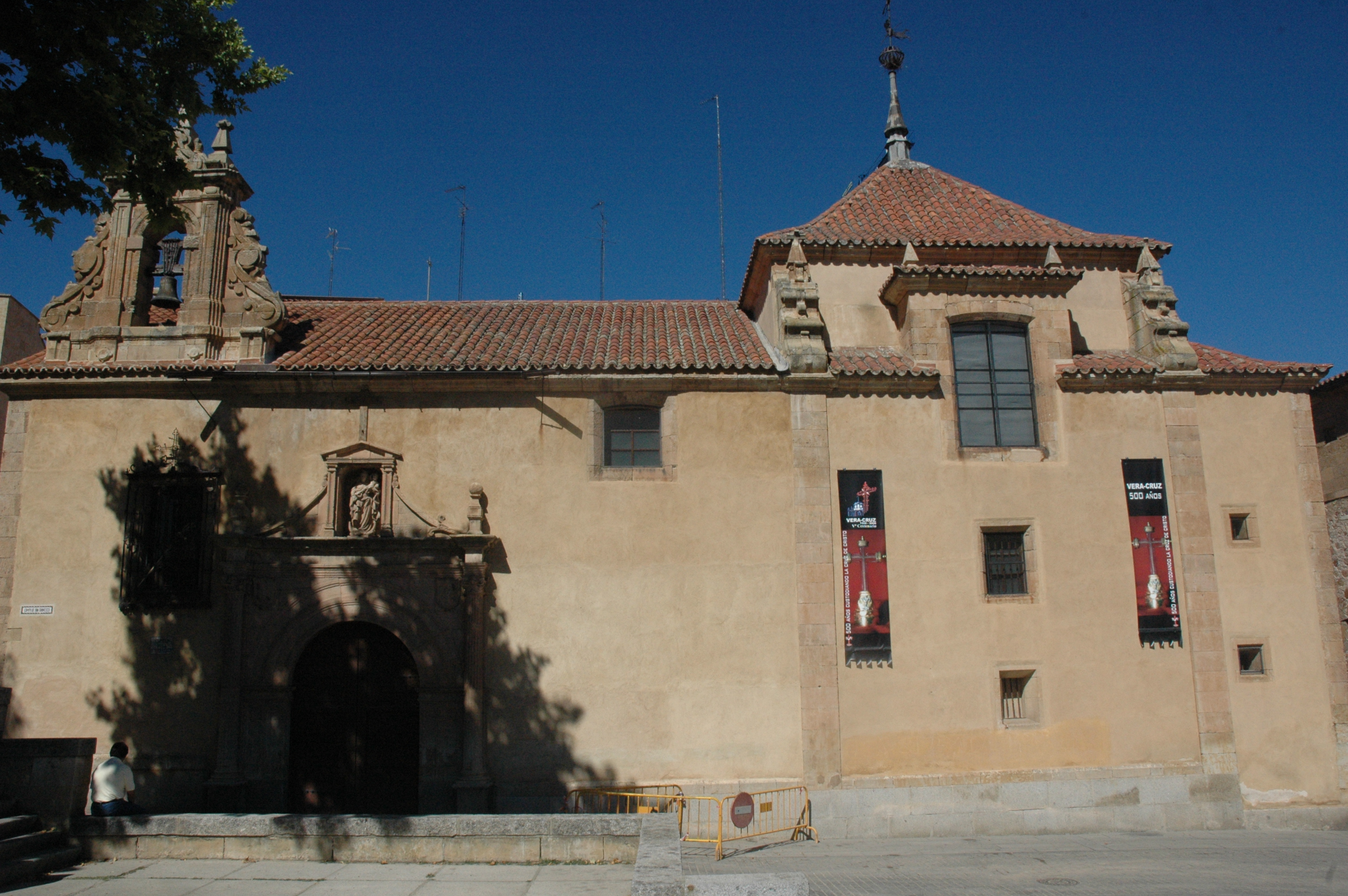
La Capilla de la Cofradía de la Vera Cruz.

La Hermandad más antigua es la Ilustre Cofradía de la Santa Cruz del Redentor y de la Purísima Concepción, su Madre, llamada popularmente de la Vera Cruz, cuya fundación data de 1506 aunque tiene sus orígenes en torno a 1240, cuando los hermanos de la penitencia de Cristo fundaron el Hospital de la Santa Cruz en el Campo de San Francisco. Esta cofradía organizaba desde muy antiguo la Procesión de Disciplina en la tarde del Jueves Santo.
En el siglo XVI se intentaron crear nuevas hermandades que también practicasen la disciplina. En 1573 o 1574, el convento de San Esteban organizó una cofradía de disciplina formada por estudiantes, y en 1576 se intentó fundar otra con sede en el convento de San Agustín. Ese mismo año, la Vera Cruz consiguió frustrar esas iniciativas, ya que Felipe II, en sendas provisiones dirigidas al corregidor y al obispo de la ciudad, mandó que no se permitiese otra procesión de disciplina que no fuese la de la Cofradía de la Vera Cruz. Debido a esta Provisión Real la Vera Cruz tuvo el privilegio de organizar todos los desfiles de Miércoles, Jueves, Viernes Santo y Domingo de Pascua. Este privilegio por el que las demás cofradías se irían incorporando a los desfiles organizados por la Vera Cruz, en ocasiones mediando pleitos, se ejerció hasta principios del siglo XX.
En el Período barroco la Vera Cruz instauró y organizó con toda solemnidad las celebraciones del Viernes Santo, formadas por el Acto del Descendimiento, con su sermón, seguido por la Procesión del Santo Entierro a continuación. Estos actos se mantienen desde su instauración en 1615 hasta la actualidad. El Acto del Descendimiento, punto álgido de la Pasión Charra, consiste en el desclavamiento de Cristo de la Cruz por dos hermanos de la Vera Cruz ante los ojos del pueblo, para ser introducido en el Sepulcro y dar comienzo a la Procesión del Santo Entierro. El 15 de septiembre de 1615 la Cofradía decidió hacer una procesión de Resurrección no sólo para el año 1616, como se estaba debatiendo, sino perpetuamente. Para realizar la procesión Juan de Santillana costeó la imagen de Cristo Resucitado y el tablero sobre el que desfilaría. En 1617 la cofradía empezó a celebrar la Procesión de los Nazarenos. Realizada en la madrugada del Viernes Santo con el paso de Jesús Nazareno, actualmente conocido como La Caída. Los cofrades vestían de morado con soga al cuello y cargaban con cruces. El desfile se distinguía por su seriedad y por salir en silencio. En 1619 pasó a celebrarse en la tarde del Miércoles Santo.
A lo largo del siglo XVII la procesión de disciplina del Jueves Santo fue perdiendo seriedad y los cofrades que participaban ella no lo hacían de forma decorosa. Por estos motivos un grupo de devotos que acompañaban el desfile de nazarenos del Miércoles Santo, aunque ajenos a la Vera Cruz, se integraron en el desfile del Jueves vestidos de manera similar a los cofrades y cargando una cruz para dar ejemplo de penitencia. El 11 de noviembre de 1688 estos devotos fundaron la Congregación de Jesús Nazareno en el Convento de San Francisco el Real, sede también de la Vera Cruz, siendo refrendada canónicamente el 1 de mayo de 1689. La Congregación decidió en 1714 tener su propio paso encargándose la hechura de un grupo de ocho figuras con el momento del encuentro de Jesús con las hijas de Jerusalén. La imagen del Nazareno en su encuentro con las mujeres se encargó a José de Larra Domínguez, desfilando el Jueves Santo de 1716. Debido a la incorporación de este paso surgió una discordia con la Vera Cruz, por la que la Congregación fue expulsada del Convento de San Francisco, trasladándose al Colegio de Clérigos Menores de San Carlos Borromeo. A partir de ese momento la Congregación abandonó las procesiones de la Vera Cruz, organizando su propio desfile. El 24 de marzo de 1724, tras varios pleitos y con la mediacion del obispo y caballeros comisionados, se firmó la concordia entre las dos cofradías por la que la Congregación del Nazareno se incorporó a la procesión de la Vera Cruz del Jueves Santo, dejando de organizar la suya propia.
La Congregación de Jesús Rescatado y la Hermandad de Ntra. Sra. de la Soledad surgieron también en el siglo XVII, aunque no se incorporaron a las procesiones de penitencia hasta el siglo XIX y siempre dentro de los desfiles organizados por la Vera Cruz.

### SigloXIX

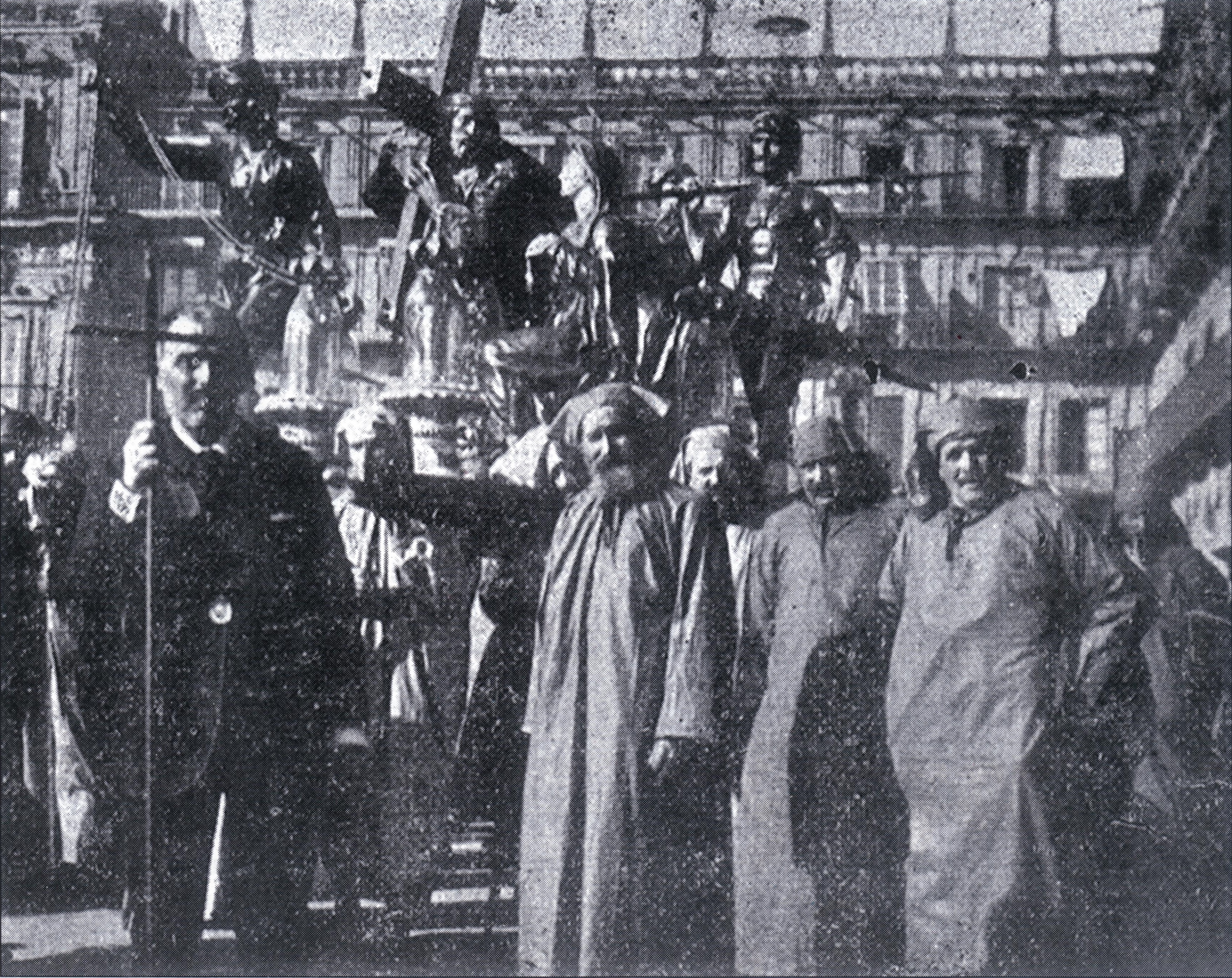
El paso de Jesús Nazareno (José de Larra Domínguez, 1716) en la Plaza Mayor en el Santo Entierro de 1898.

En 1806 el obispo Tavira, según lo acordado por el Consejo de Castilla y siguiendo las luces de la Ilustración, redujo las procesiones salmantinas a dos. El Viernes Santo se celebraba la Procesión General del Santo Entierro, con la participación de todos los pasos de la Vera Cruz y la Congregación del Nazareno que salían repartidos hasta esa fecha entre Miércoles, Jueves y Viernes Santo. La segunda procesión era la Procesión del Encuentro, que se realizaba el Domingo de Resurrección.
Con la Guerra de la Independencia (1808-1814) se produjo la extinción de varios colegios y conventos en la ciudad, circunstancia que hizo que la Congregación de Jesús Nazareno tuviese que trasladar sus imágenes del Colegio de Clérigos Menores de San Carlos Borromeo al Convento de las Agustinas el 4 de septiembre de 1809. Un año después de este traslado la Congregación fue disuelta. En 1811 las imágenes se trasladaron de nuevo a la Iglesia de San Julián y Santa Basilisa, en principio de forma provisional. En 1812 se solicitó la restauración de la Congregación, que se retrasó por la guerra y no se produjo hasta el 15 de agosto de 1814, estableciéndose definitivamente en la parroquia de San Julián. La Cofradía de la Vera Cruz perdió gran parte de su patrimonio en la primera mitad del siglo XIX debido a la Guerra de la Independencia y los procesos desamortizadores de los gobiernos liberales. Desde ese momento conservará la capilla y las obras artísticas que han llegado a nuestros días.
La Congregación de Jesús Rescatado se unió a los desfiles penitenciales en 1860, autorizando el obispo su incorporación en el Santo Entierro, ocupando el lugar que correspondía según el orden de los misterios, el 31 de marzo de ese mismo año. El 13 de abril de 1867 la Congregación de Ritos de Roma aprobó la túnica morada que los congregantes siguen vistiendo en la actualidad. Mediante un oficio enviado por la Vera Cruz el 5 de abril de 1868 se les autorizó su uso en el desfile. La Hermandad de Ntra. Sra. de la Soledad se incorporó a las procesiones de Semana Santa el Viernes Santo de 1890. La reducción de desfiles decretada en 1806 y el privilegio de la Vera Cruz para organizarlos hizo que también se integrase en la Procesión del Santo Entierro.

### SigloXX

#### Primer tercio de siglo (1900-1936)

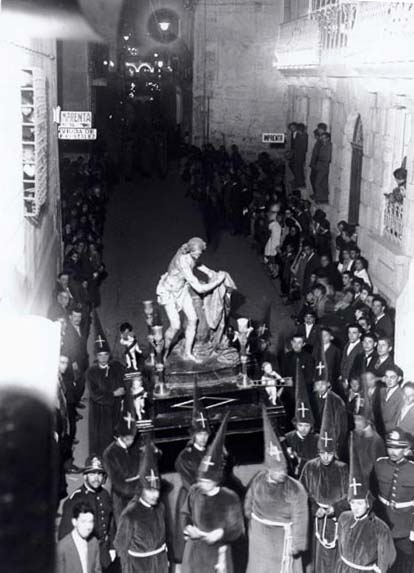
Primera salida del Flagelado (Salvador Carmona, 1760) el Jueves Santo de 1913

En el siglo XX perdieron su vigencia la Provisión de Felipe II y el decreto del obispo Tavira, lo que favoreció la fundación de nuevas hermandades y el aumento del número de desfiles. La Hermandad de Nuestra Señora de la Soledad fue la primera en desfilar sin la tutela de la Vera Cruz, saliendo del Santo Entierro en 1905 y procesionando en solitario la noche de Viernes Santo. En 1909 comenzó a realizarse la procesión de la Dolorosa de la Vera Cruz el Viernes de Dolores. En 1913 la Vera Cruz creó la sección de la Flagelación con la imagen de Jesús recogiendo sus vestiduras que se encontraba en la sacristía de La Clerecía. Esta sección sería el germen de la posterior Hermandad de Jesús Flagelado. En 1926 se fundó la Seráfica Hermandad, notable hermandad de gran importancia histórica en el desarrollo de la Semana Santa Salmantina, que desde sus orígenes desfila el Jueves Santo.
Debido al clima de división social que acompañó a la llegada de la Segunda República, las cofradías suspendieron sus procesiones en 1932 y años siguientes. En 1936 tan solo hay referencias a la Congregación de Jesús Nazareno, cuyos hermanos realizaron el rezo del rosario a cara descubierta por las calles de la ciudad en la mañana del Viernes Santo y por la tarde acompañaron a la imagen del Nazareno, a la que tuvieron que defender de algunos intentos de agresión.

#### Guerra Civil y posguerra (1936-1959)
En la Semana Santa de 1937, cuando Salamanca acogía el cuartel general del bando golpista en la Guerra Civil, no se celebraron los desfiles tradicionales, aunque hay noticia de que la Soledad realizó una procesión por las naves de la Catedral Nueva. Hubo que esperar a 1938 para que las cofradías volviesen a organizar sus procesiones por las calles de Salamanca. En 1939 comenzó a publicarse la revista Christus, impulsada por Gabriel Hernández González y Delfín Val Jarrín, periodistas de El Adelanto. De periodicidad anual y centrada en la temática semanasantera, informaba sobre cultos, pasos y cofradías de Salamanca y su provincia, junto con artículos poéticos y de opinión de interesante calidad literaria.
En 1942 se fundó la Junta Permanente de Semana Santa, que actualmente se denomina Junta de Semana Santa de Salamanca y tiene encomendada la difusión de los actos procesionales y la coordinación de algunos de ellos. En sus orígenes la Junta Permanente inició un proyecto de estructurar la Semana Santa conforme a un guion en el quedarían representados la Entrada en Jerusalén, la Pasión y Muerte de Cristo simbolizada por las Siete Palabras de Cristo en la Cruz, el Descendimiento, el Santo Entierro, la Soledad de la Virgen y la Resurrección, incrementado el número de hermandades y procesiones. La culminación del proyecto se dio en 1949, cuando se completó el programa de doce procesiones en las que participaban las trece cofradías que existían en ese momento. Durante este periodo se fundó el grueso de la nómina de hermandades: la Hermandad Dominicana del Stmo. Cristo de la Buena Muerte, la Hermandad de Jesús Amigo de los Niños, la Hermandad de N. P. Jesús del Perdón, la Hermandad Universitaria y la Hermandad de Jesús Flagelado, con orígenes como sección de la Vera Cruz. También se fundaron durante estos años las cofradías de Excombatientes, Jesús de la Promesa y Cristo del Amparo, actualmente inactivas.
La Semana Santa quedó estructurada de la siguiente manera:
| Día                     | Simbolismo                | Simbolismo                                            | Simbolismo                                      | Procesión                                             | Procesión                                             |
| ----------------------- | ------------------------- | ----------------------------------------------------- | ----------------------------------------------- | ----------------------------------------------------- | ----------------------------------------------------- |
| Domingo de Ramos        | Entrada en Jerusalén      | Entrada en Jerusalén                                  | Entrada en Jerusalén                            | Procesión de la Hermandad de Jesús Amigo de los Niños | Procesión de la Hermandad de Jesús Amigo de los Niños |
| Domingo de Ramos        | Las Siete Palabras        | Padre, perdónalos, porque no saben lo que hacen.      | Nuestro Padre Jesús del Perdón                  | Procesión de la Hermandad de N.P. Jesús del Perdón    | Procesión de la Hermandad de N.P. Jesús del Perdón    |
| Lunes Santo             | Las Siete Palabras        | Yo te aseguro que hoy estarás conmigo en el paraíso.  | Nuestro Padre Jesús de la Promesa               | Procesión de la Hermandad de N.P. Jesús de la Promesa | Procesión de la Hermandad de N.P. Jesús de la Promesa |
| Martes Santo            | Las Siete Palabras        | ¡Mujer, ahí tienes a tu hijo! ¡Ahí tienes a tu madre! | Stmo. Cristo de la Luz y Virgen de la Sabiduría | Procesión de la Hermandad Universitaria               | Procesión de la Hermandad Universitaria               |
| Miércoles Santo         | Las Siete Palabras        | ¡Dios mío, Dios mío!, ¿por qué me has desamparado?    | Stmo. Cristo del Amparo                         | Procesión de la Hermandad del Stmo. Cristo del Amparo | Procesión de la Hermandad del Stmo. Cristo del Amparo |
| Miércoles Santo         | Las Siete Palabras        | Tengo sed.                                            | Nuestro Padre Jesús del Consuelo                | Procesión de la Cofradía de los Excombatientes        | Procesión de la Cofradía de los Excombatientes        |
| Jueves Santo            | Las Siete Palabras        | Todo está cumplido.                                   | Stmo. Cristo de la Agonía                       | Procesión de la Seráfica Hermandad                    | Procesión de la Seráfica Hermandad                    |
| Viernes Santo           | Las Siete Palabras        | Padre, en tus manos encomiendo mi espíritu.           | Stmo. Cristo de la Buena Muerte                 | Procesión de la Hermandad Dominicana                  | Procesión de la Hermandad Dominicana                  |
| Viernes Santo           | Descendimiento de la cruz | Descendimiento de la cruz                             | Descendimiento de la cruz                       | Acto del Descendimiento                               | Acto del Descendimiento                               |
| Viernes Santo           | Entierro de Cristo        | Entierro de Cristo                                    | Entierro de Cristo                              | Procesión General del Santo Entierro                  | Cofradía de la Vera Cruz                              |
| Viernes Santo           | Entierro de Cristo        | Entierro de Cristo                                    | Entierro de Cristo                              | Procesión General del Santo Entierro                  | Congregación de Jesús Rescatado                       |
| Viernes Santo           | Entierro de Cristo        | Entierro de Cristo                                    | Entierro de Cristo                              | Procesión General del Santo Entierro                  | Congregación de Jesús Nazareno                        |
| Viernes Santo           | Entierro de Cristo        | Entierro de Cristo                                    | Entierro de Cristo                              | Procesión General del Santo Entierro                  | Hermandad de Jesús Flagelado                          |
| Viernes Santo           | Soledad de la Virgen      | Soledad de la Virgen                                  | Soledad de la Virgen                            | Procesión de la Hermandad de la Soledad               | Procesión de la Hermandad de la Soledad               |
| Domingo de Resurrección | Resurrección              | Resurrección                                          | Resurrección                                    | Procesión del Encuentro                               | Procesión del Encuentro                               |

Posteriormente, en 1952, se fundó la Cofradía de la Oración en el Huerto, naciendo como filial de la Vera Cruz e integrando su desfile en la Procesión del Santo Entierro con el paso propiedad de la cofradía matriz.

#### Crisis de las cofradías durante el tardofranquismo e impulso de final de siglo (1960-1999)
El fin del Franquismo supuso una dura crisis para la Semana Santa en Salamanca. En 1960 se publicó el último número de la revista Christus. En 1967, dada la situación de crisis que atravesaba la Cofradía de los Excombatientes, la Hermandad de Jesús Flagelado pasó a acompañar a esta hermandad el Miércoles Santo, dejando de desfilar en el Santo Entierro. La Vera Cruz dejó de realizar su procesión del Viernes de Dolores con su Dolorosa en 1970. Varias cofradías dejaron de desfilar en estos años. Algunas se recuperaron posteriormente, como la Borriquilla, la Universitaria o el Perdón. En el caso de las hermandades de Jesús de la Promesa, Excombatientes y Cristo del Amparo dejaron de desfilar definitivamente entre 1970 y 1975. Desde 1972, año en que desapareció la Cofradía de los Excombatientes, la Hermandad de N. P. Jesús Flagelado desfila en solitario en la noche del miércoles. En 1971, en medio de la situación generalizada de declive de las hermandades, se fundó la Hermandad del Cristo del Amor y de la Paz, con aires renovadores y espíritu postconciliar. La nueva hermandad movilizó la Semana Santa salmantina y contribuyó a sacarla de su profunda crisis. Importante señal de las novedades que aportó es el hecho de que fue la primera cofradía española que incorporó a la mujer como miembro de pleno derecho.

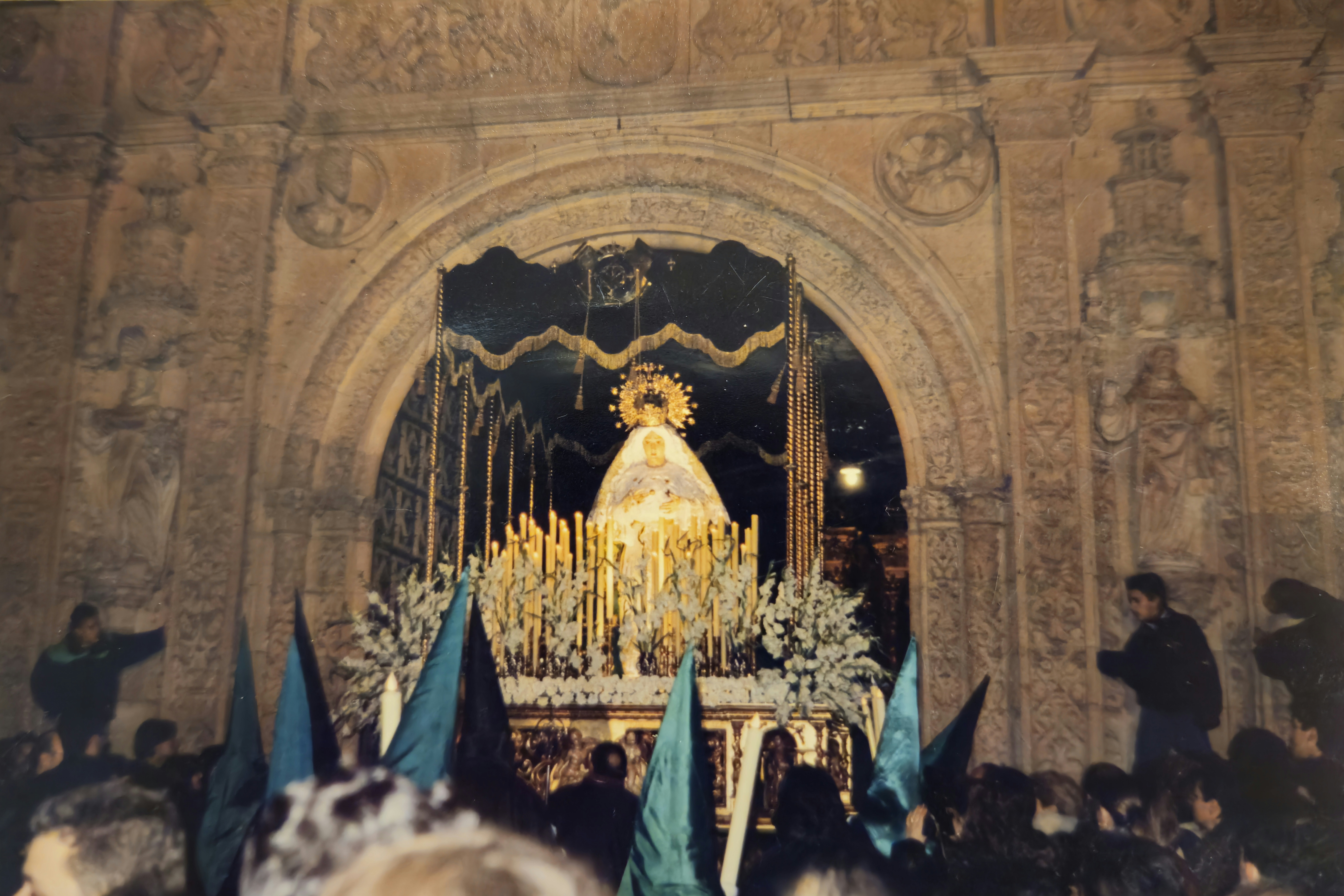
Ntra. Sra. de la Esperanza (Damián Villar, 1952) el Viernes Santo de 1991.

Los años 80 y 90 fueron de un espectacular incremento por el interés de esta celebración. Se fundaron tres nuevas cofradías, la Real Cofradía Penitencial del Cristo Yacente de la Misericordia y de la Agonía Redentora, la Hermandad del Silencio y la Hermandad del Vía Crucis, y también se creó la Sección del Cristo de la Liberación dentro de la Hermandad del Amor y de la Paz. Se produjo un incremento del número de cofrades en las cofradías ya existentes, en parte debido a la incorporación de la mujer en todas las hermandades. Se crearon nuevos pasos, se comenzaron a restaurar los existentes y se recuperaron algunos que habían dejado de desfilar años atrás, con la salida a hombros de la práctica totalidad de las imágenes. En estos años las hermandades empezaron a publicar sus boletines periódicos con noticias sobre su vida interna y artículos sobre su historia, patrimonio y otros aspectos relacionados con la cofradía o la Semana Santa en general. Los primeros en aparecer fueron Cruz de Guía, de la Cofradía del Yacente, en 1988 y Madrugada, de la Hermandad Dominicana, en 1992. En 1990 se fundó la Tertulia Cofrade Pasión, pionera en Castilla y León, con el objetivo de estudiar y difundir en sus distintos ámbitos la religiosidad popular de la Semana Santa. Además de sus reuniones quincenales para el debate, realiza publicaciones literarias y tres actividades anuales: la entrega del galardón Francisco Rodríguez Pascual a personas o instituciones que hayan destacado por su labor en pro de la religiosidad popular y la Semana Santa; la edición del cartel anunciador de la Semana Santa de la Tertulia, que desde 2002 se encarga a un pintor; y la publicación de la revista cultural Pasión en Salamanca, que aborda desde el pensamiento, el arte y la literatura la Semana Santa en sus distintas dimensiones. En 2015 lanzó la edición digital de Pasión en Salamanca, en la que semanalmente se publican tres artículos de análisis y opinión sobre temas relacionados con la religiosidad popular.
En 1995 la Semana Santa salmantina fue declarada Fiesta de Interés Turístico Regional de Castilla y León y en 1998 recibió el reconocimiento de Fiesta de Interés Turístico Nacional. El auge experimentado en estos años por las distintas cofradías llevó en 1992 al Ayuntamiento a proponer la creación de un museo de Semana Santa, a imagen de los existentes en ciudades como Zamora. El emplazamiento elegido fue la iglesia de Santa María de la Vega. El hecho de que la iglesia se encontrase relativamente alejada del centro de la ciudad, y la reticencia de iglesias y hermandades a retirar sus imágenes del culto para exponerse hicieron que la idea se fuese enfriando. No obstante en febrero de 1997 se realizó en la capilla del Colegio de los Irlandeses una exposición con imágenes, enseres y hábitos de las distintas cofradías, que daba una idea de lo que podría ser el futuro museo.

### SigloXXI

#### Los años previos a la pandemia COVID (2000-2019)

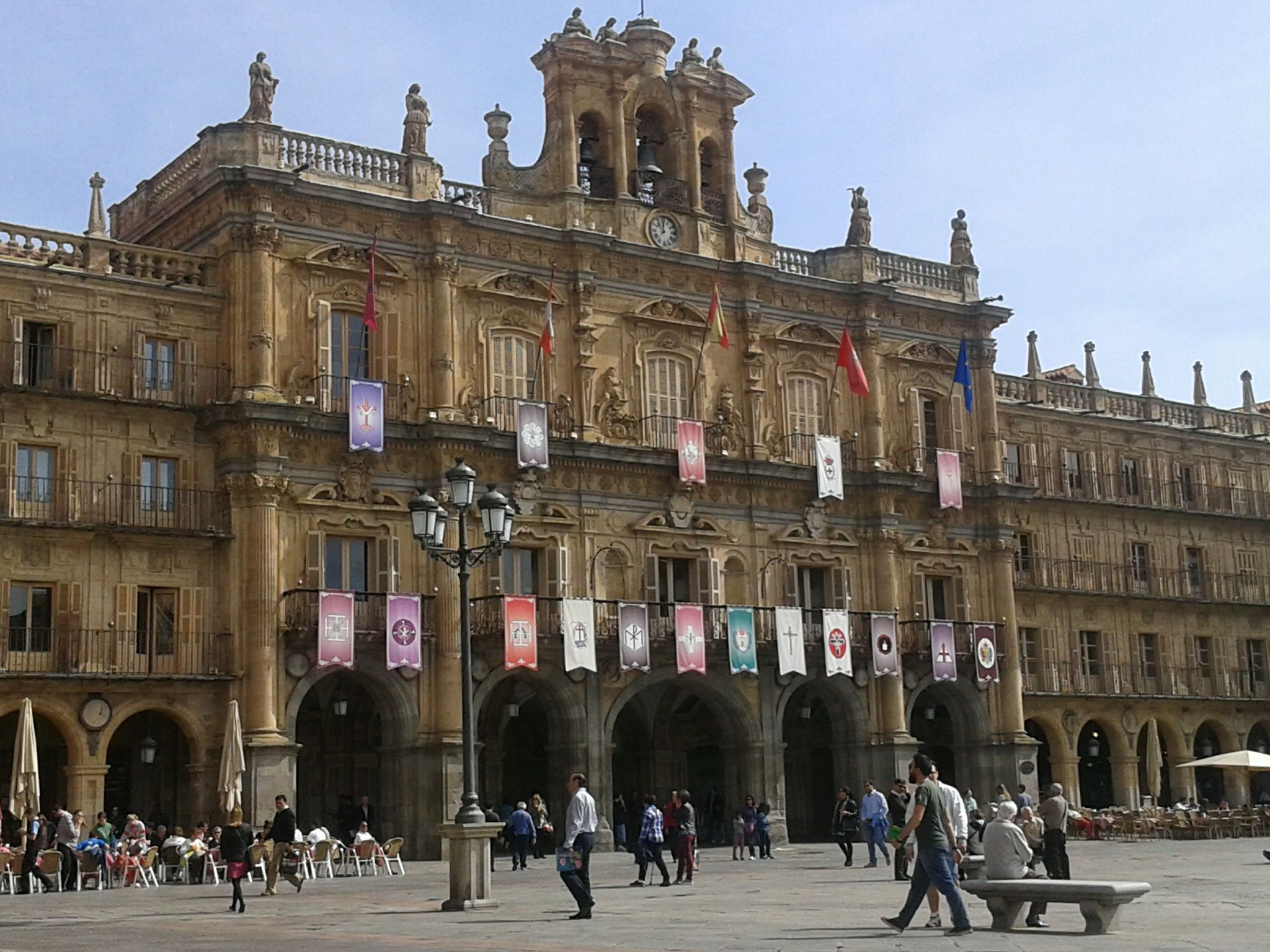
Reposteros de las Hermandades y de la Junta de Semana Santa en los balcones del Ayuntamiento

La Junta de cofradías retomó la publicación anual de la revista Christus en el año 2000, convertida en revista oficial de la Semana Santa salmantina, dos años después reeditó en un volumen los números publicados entre 1941 y 1950, los correspondientes a 1939 y 1940 se han perdido, y en 2006 un segundo volumen recogió las publicaciones realizadas entre 1951 y 1960. En 2002, año en que Salamanca ostentó el título de Ciudad Europea de la Cultura, se celebró en la ciudad el IV Congreso Nacional de Cofradías de Semana Santa. En 2003 la Semana Santa de Salamanca fue declarada Fiesta de Interés Turístico Internacional. En 2004 la Vera Cruz recuperó la procesión del Viernes de Dolores con la Dolorosa. En 2006 el Ayuntamiento retomó la idea de crear un museo de Semana Santa y arte sacro, esta vez en la iglesia nueva del Arrabal. Esta ubicación presentaba los mismos inconvenientes de la anterior, también está alejada del circuito turístico de la ciudad y se mantenía la negativa a ceder las imágenes procesionales, e incluso a realizar copias, a los que se añadía el mal estado del edificio que requería una importante intervención. A pesar de realizarse mejoras en el templo, el Ayuntamiento acabó abandonando el proyecto. En 2008 se fundó la Hermandad de Penitencia de Nuestro Padre Jesús Despojado de sus Vestiduras y María Santísima de la Caridad y del Consuelo, que destaca por la labor social que viene realizando desde que se constituyera como pro-hermandad en 2007.
El 14 de octubre de 2016 se erigió la Hermandad Franciscana del Santísimo Cristo de la Humildad, con sede en el monasterio de la Purísima Concepción,  cuya primera salida penitencial se realizó el Sábado de Pasión de 2018 desde la iglesia de San Martín. El 16 de junio de 2019 el obispo Carlos López aprobó el decreto de erección canónica de la Real y Pontificia Archicofradía Sacramental de María Santísima Madre de Dios del Rosario, nazarenos de Ntro. Padre Jesús de la Redención en la Institución de la Sagrada Eucaristía, María Stma. del Dulce Nombre, San Juan Evangelista y San Pío V, con sede en el convento de San Esteban. La cofradía tiene su origen en el siglo XVI como hermandad de gloria y fue reorganizada en 2009.

#### Crisis por la pandemia por COVID y post pandemia (2020 a la actualidad)

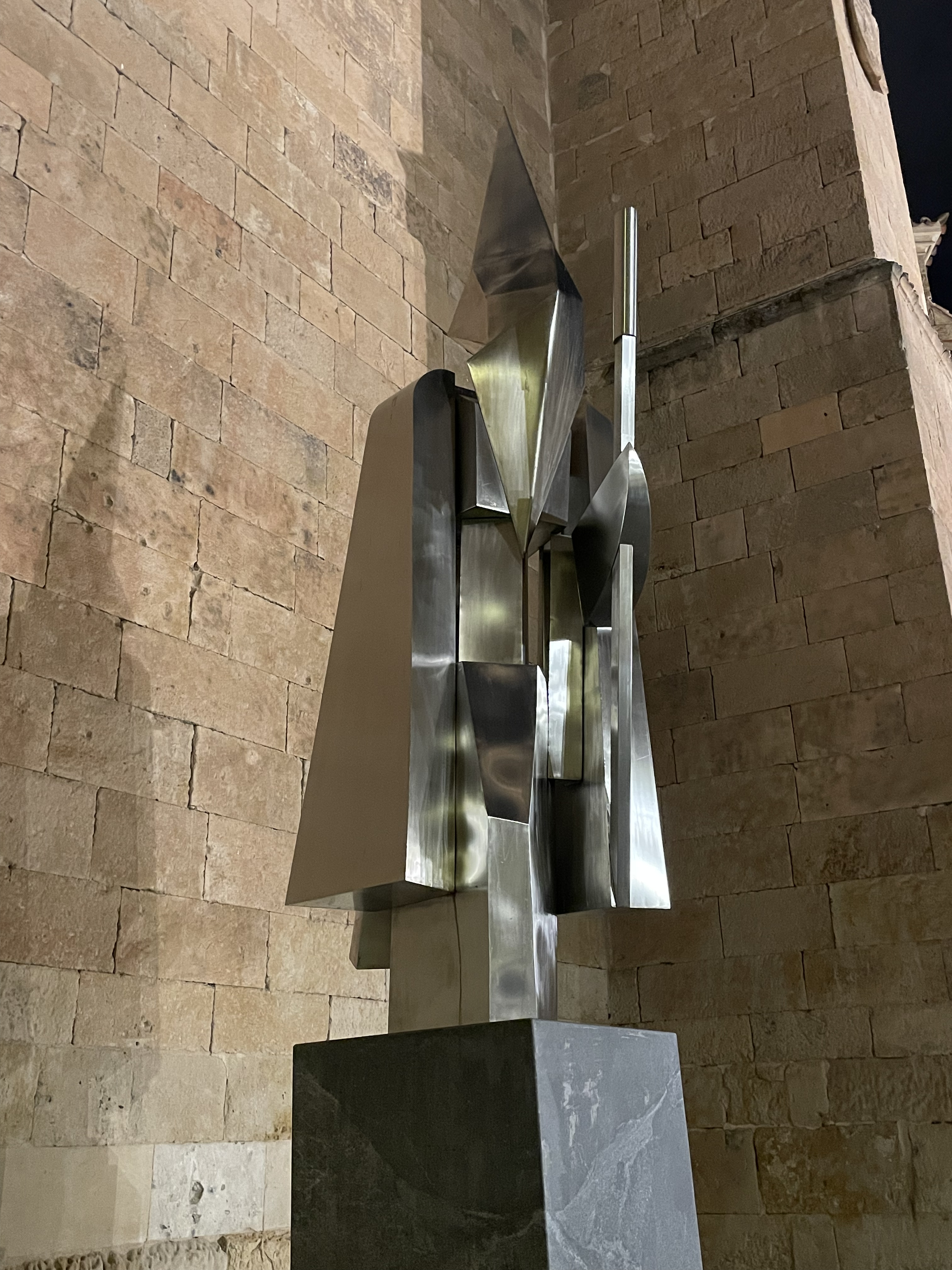
Monumento al cofrade, de Amable Diego, inaugurado en 2023.

En 2020 se cancelaron todos los actos programados y las procesiones, situación que no se producía desde 1937, debido a la pandemia por coronavirus. La decisión se tomó de forma conjunta por todas las Juntas de Cofradías de Castilla y León. En 2021 tampoco se celebraron procesiones y las imágenes fueron expuestas en veneración en sus templos con gran afluencia de fieles. En 2022 se recuperaron las procesiones de Semana Santa, con un descenso en la participación de cofrades, especialmente en las cargas de los pasos, que hizo que varias cofradías pidiesen ayuda para completar los grupos de carga y que la Seráfica Hermandad no sacase el paso de Jesús ante Pilatos, que sería recuperado en 2023 aunque portado en una carroza a ruedas.
Tras la pandemia el Ayuntamiento se ha volcado en la promoción y apoyo a la Semana Santa salmantina. Desde 2022 los locales en desuso del centro de la ciudad se decoran con vinilos informativos sobre las cofradías y procesiones. En 2023 se celebró la exposición urbana Caras y Cruces con fotografías artísticas de las imágenes titulares de las dieciocho cofradías, se inauguró el monumento al cofrade en la plaza de San Benito, obra de Amable Diego. En cuanto al concurso para la elección del cartel de la Semana Santa, en 2023 se cambió el formato expositivo de las obras finalistas pasando del interior de un centro cultural municipal a estar expuestas en gran formato al aire libre en la céntrica plaza del Liceo y la entrega de premios comenzó a celebrarse en el teatro Liceo. Posteriormente se dio al concurso el nombre de Memorial Lorenzo Rodríguez en reconocimiento al fotógrafo volcado en la difusión de la Semana Santa.

#### Intentos de reestructuración de la Semana Santa
La organización de la Procesión General del Santo Entierro presentaba serios problemas debido a su duración de más de seis horas en la calle y al hecho de estar integrada por cuatro cofradías, que además tenía que dividir sus cortejos para intercalar en orden cronológico los doce pasos que aportaban, en su mayoría grupos escultóricos. Eran habituales los parones y cortes entre los pasos y tramos de las cofradías, que hacían la procesión larga y pesada, recogiéndose en sus templos pasadas las doce de la noche. Ante esta situación la Cofradía de la Vera Cruz decidió en 2006 desfilar en solitario la tarde del Viernes Santo, lo que suponía la disolución la Procesión General. Entró en conflicto con el resto de cofradías que participaban en la procesión (Nazareno, Rescatado y Oración en el Huerto) que fue resuelto por el Obispado manteniendo la unidad del desfile, que estaría organizado por la Junta de Cofradías y la Vera Cruz.
En 2013 fue la Junta de Cofradías quien tomó la iniciativa para reestructurar las procesiones de los días centrales de la Semana Santa. En primer lugar acordó salir de la organización del Acto del Descendimiento y la Procesión del Resucitado, que pasaron a ser nuevamente competencia exclusiva de la Cofradía de la Vera Cruz. Debido a los problemas de su organización, también decidió disolver la Procesión General del Santo Entierro. En su lugar se celebrarían cuatro desfiles independientes en la tarde del Viernes Santo, que compartirían el tradicional recorrido común desde la Plaza de las Agustinas hasta la Plaza Mayor, pasando por Compañía y la Rúa. La aparición de la lluvia obligó a suspender desfiles y acortar recorridos, por lo que su celebración se vio deslucida.
Para 2014 y años sucesivos la Junta realizó una propuesta a las cofradías que habían integrado la Procesión General, con los objetivos de agilizar la tarde del Viernes Santo y adecuar la salida de los desfiles a un guion más litúrgico. Una vez implantados los cambios se podrían estudiar modificaciones similares en los desfiles del resto de días, para lograr una reordenación completa de la Semana Santa. Se propuso que la Cofradía de la Oración en el Huerto desfilase la noche del Jueves Santo cerrando la jornada; la Congregación de Jesús Nazareno desfilaría la mañana del Viernes Santo; la Vera Cruz celebraría el Acto del Descendimiento en la tarde del Viernes Santo, que tendría su continuación en la Procesión del Santo Entierro con los siete pasos de la cofradía; para la Congregación del Rescatado se proponía mantener la salida en la tarde del Viernes Santo, con un itinerario totalmente distinto al de la Vera Cruz. Estas propuestas se estudiaron por las cofradías afectadas, al ser sus órganos de gobierno quienes tenían potestad para modificar los horarios e itinerarios de sus desfiles. La Cofradía de la Vera Cruz fue la primera en tratar los cambios y el 26 de octubre de 2013 aprobó el traslado de la celebración del Acto del Descendimiento a la tarde del Viernes Santo para continuarse con la Procesión del Santo Entierro, recuperando la estructura que tenían estos actos en su fundación en 1615. Por su parte la junta general de la Congregación de Jesús Rescatado acordó un cambio de recorrido para la tarde del Viernes Santo incluyendo como novedad realizar estación de penitencia en la Catedral Nueva. El rechazo del Huerto y Nazareno a cambiar sus salidas procesionales obligó a continuar con las negociaciones. Finalmente las cofradías acordaron mantener los cuatro desfiles independientes y el Descendimiento en la jornada de tarde, contando con el visto bueno del Obispado. La Junta de Semana Santa ha seguido trabajando el proyecto de ubicar los desfiles de las distintas cofradías en los días en que más se ajustan a la liturgia de la jornada, pendiente de presentar al obispo de la diócesis, José Luis Retana. En 2022 la Junta y las cofradías de la tarde del Viernes Santo acordaron establecer un recorrido conjunto para las procesiones de esa jornada, con inicio en las plazas de Juan XXIII y Anaya, pasando las cuatro cofradías junto a la Catedral y continuando por la Rúa Mayor. Con el objetivo de poner orden y evitar esperas en los cruces de los distintos itinerarios, priman las necesidades y logística de las cofradías sobre el orden litúrgico, de forma que entra primero en el recorrido la Procesión del Santo Entierro de la Vera Cruz seguida por Huerto, Nazareno y finalmente el Rescatado.
El cambio que sí se ha producido progresivamente y de manera natural ha sido dejar la Plaza Mayor como escenario central de las procesiones en favor de la Catedral. El proceso se inició en 2006 cuando la Vera Cruz decidió cambiar su procesión del lunes, eliminando el paso por la Plaza y haciendo estación de penitencia en la Catedral, hasta ese momento la Hermandad del Amor y de la Paz era la única que entraba en el templo catedralicio, aparte de las cofradías que tenían allí su sede. En 2012, con su primera procesión, la Hermandad de Jesús Despojado comenzó a hacer también estación en el templo y hasta 2019 no decidió incluir también el paso por la Plaza en su itinerario. A partir de 2013 el acto del Encuentro, que desde 2003 se realizaba en la Plaza Mayor, se celebra en el atrio catedralicio. En 2014 la Congregación del Rescatado comenzó a hacer también entrada en la Catedral. En 2017 la Hermandad Dominicana recuperó la estación de penitencia en la seo, como hacía en sus orígenes. En 2018 las cofradías del Yacente, Vía Crucis y Rescatado eliminaron el paso por la Plaza Mayor. En 2022 las hermandades del Perdón y Vía Crucis establecieron la Catedral como templo de salida de sus desfiles y la Seráfica Hermandad decidió también realizar estación de penitencia en ella. También a partir de 2022 la Archicofradía del Rosario hace estación de penitencia en la Catedral sin pasar por la Plaza. En 2023 la Hermandad de Jesús Flagelado, que mantiene el paso por la Plaza Mayor, solicitó acceder a la Catedral para hacer estación de penitencia, pero la petición fue denegada al encontrarse en el interior la Cofradía del Yacente preparando su salida. Un año después decidió acortar su paso por la Plaza Mayor recorriendo únicamente el pabellón sur desde el arco de Poeta Iglesias al del Prior, así dejaba de dar la vuelta completa dentro del monumento para evitar el bullicio, mientras que la solicitud de hacer estación en la Catedral Nueva seguía sin autorizarse.

## Hermandades: fecha de fundación y sede canónica
| Hermandad | Hermandad | Fecha de fundación                                           | Sede canónica                            | Templo de Salida                       |
| --------- | --- | ------------------------------------------------------------ | ---------------------------------------- | -------------------------------------- |
|           | Ilustre Cofradía de la Santa Cruz del Redentor y de la Purísima Concepción, su Madre (Vera Cruz) | 3 de mayo de 1506 (orígenes en el siglo XIII)                | Capilla de la Vera Cruz                  | Capilla de la Vera Cruz                |
|           | Hermandad de Nuestra Señora de la Soledad | 22 de mayo de 1645 (Incorporación a la Semana Santa en 1890) | S.I.B Catedral                           | S.I.B Catedral                         |
|           | Congregación de Jesús Rescatado y Nuestra Señora de las Angustias | 1682 (Incorporación a la Semana Santa en 1860)               | Iglesia de San Pablo                     | Iglesia de San Pablo                   |
|           | Ilustre y Venerable Congregación de Jesús Nazareno y el Santo Entierro | 1 de mayo de 1689                                            | Iglesia de San Julián y Santa Basilisa   | Iglesia de San Julián y Santa Basilisa |
|           | Seráfica Hermandad de Nazarenos del Stmo. Cristo de la Agonía | 8 de marzo de 1926                                           | Iglesia de San Benito                    | Convento de las Úrsulas                |
|           | Hermandad Dominicana del Stmo. Cristo de la Buena Muerte, N. P. Jesús de la Pasión, Ntra. Sra. de los Dolores y Ntra. Sra. de la Esperanza | 27 de marzo de 1944                                          | Convento de San Esteban y S.I.B Catedral | Convento de San Esteban                |
|           | Hermandad de N. P. Jesús del Perdón | 8 de diciembre de 1944                                       | Convento de las Bernardas                | S.I.B Catedral                         |
|           | Hermandad de N. P. Jesús Amigo de los Niños | 1945                                                         | S.I.B Catedral                           | S.I.B Catedral                         |
|           | Hermandad Universitaria del Stmo. Cristo de la Luz y Ntra. Sra. Madre de la Sabiduría | 13 de marzo de 1948                                          | Iglesia de la Clerecía                   | Iglesia de la Clerecía                 |
|           | Hermandad de N. P. Jesús Flagelado | 7 de abril de 1948 (orígenes en 1913)                        | Iglesia de la Clerecía                   | Iglesia de la Clerecía                 |
|           | Cofradía de la Oración en el Huerto de los Olivos | 1952                                                         | Iglesia del Carmen de Abajo              | Iglesia del Carmen de Abajo            |
|           | Hermandad del Cristo del Amor y de la Paz | 2 de febrero de 1971                                         | Iglesia Vieja del Arrabal                | Iglesia Nueva del Arrabal              |
|           | Real Cofradía Penitencial del Stmo. Cristo Yacente de la Misericordia y de la Agonía Redentora | 5 de mayo de 1984                                            | S.I.B Catedral                           | S.I.B Catedral                         |
|           | Hermandad del Silencio | 2 de enero de 1986                                           | Iglesia de Jesús Obrero                  | Iglesia de Jesús Obrero                |
|           | Hermandad del Vía Crucis | 29 de septiembre de 1989                                     | Iglesia de San Juan de Mata              | S.I.B Catedral                         |
|           | Hermandad Sacramental, Mercedaria y de Penitencia de Nuestro Padre Jesús Despojado de sus Vestiduras y María Santísima de la Caridad y del Consuelo                                                                                                 | 3 de marzo de 2008                                           | Iglesia de San Sebastián                 | Iglesia de la Purísima                 |
|           | Hermandad Franciscana del Santísimo Cristo de la Humildad | 14 de octubre de 2016                                        | Monasterio de la Purísima Concepción     | Iglesia de San Martín                  |
|           | Real y Pontificia Archicofradía Sacramental de María Santísima Madre de Dios del Rosario, nazarenos de Ntro. Padre Jesús de la Redención en la Institución de la Sagrada Eucaristía, María Stma. del Dulce Nombre, San Juan Evangelista y San Pío V | 16 de junio de 2019                                          | Convento de San Esteban                  | Convento de San Esteban                |

### Hermandades inactivas en la actualidad
| Hermandad | Fecha de fundación | Inactiva desde | Sede canónica                        |
| --- | ------------------ | -------------- | ------------------------------------ |
| Cofradía del Stmo. Cristo de las Batallas, N. P. Jesús del Consuelo y María Santísima del Gran Dolor (Excombatientes) | Septiembre de 1944 | 1971           | Iglesia de San Juan de Sahagún       |
| Hermandad de Jesús de la Promesa                                                                                      | Febrero de 1948    | 1974           | Convento de San Esteban              |
| Hermandad del Stmo. Cristo del Amparo                                                                                 | 1948               | 1969           | Iglesia de Nuestra Señora del Carmen |

## Imaginería

### Obras y artistas
Salamanca destaca por su valiosa imaginería. Las hermandades atesoran, dan culto y procesionan imágenes talladas en madera y policromadas que, procedentes de las gubias de insignes imagineros, abarcan más de cinco siglos de historia.

#### Periodos Gótico y Renacimiento
La talla más antigua que desfila en Salamanca se encuadra entre estos dos estilos. Se trata del Cristo de la Agonía Redentora, que está atribuido a Juan de Balmaseda (siglo XVI). La atribución del Cristo del Amor y de la Paz a Juan de Montejo (siglo XVI) permite incluir esta talla en el periodo renacentista. La policromía original del Cristo de la Salud, de la Congregación de Jesús Recatado, permitiría fechar esta obra anónima a finales del siglo XVI.

#### Periodo Barroco
Las tallas barrocas de las cofradías de Salamanca son las de mayor valor artístico y estético. Se deben a escultores de gran categoría y reconocimiento.

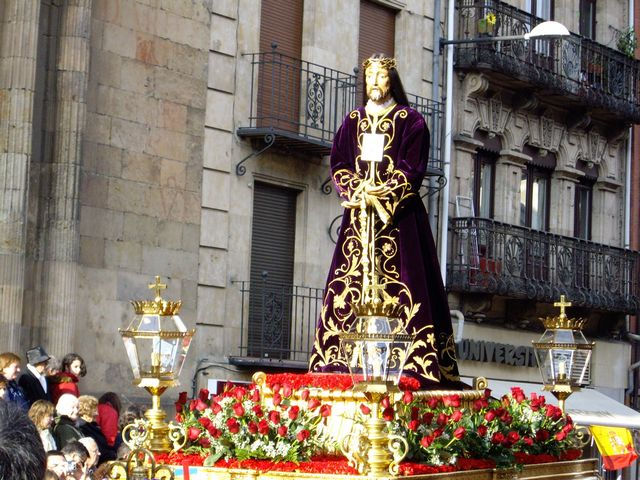
Jesús Rescatado (anónimo,).

En el siglo XVII, Gregorio Fernández talló la Inmaculada Concepción titular de la Vera Cruz. Antonio de Paz realizó los ladrones del grupo del Descendimiento. Pedro Hernández fue el autor del Cristo Nuestro Bien, que también forma parte del grupo del Descendimiento al ser la imagen articulada que se desenclava de la Cruz e introduce en el Santo Sepulcro. También realizó la imagen de Santa Elena, y se le atribuyen además las imágenes de San Juan y la Virgen del Descendimiento, así como las tres Marías que salen en el paso del Sepulcro vacío el Domingo de Resurrección, todas ellas encargadas por la Vera Cruz. En 1682 llegó a Salamanca la talla de Jesús Rescatado. Es probable que la imagen no fuese rescatada de los musulmanes como asegura la tradición, sino creada a para fundar la cofradía a imitación de la de Jesús de Medinaceli de Madrid.

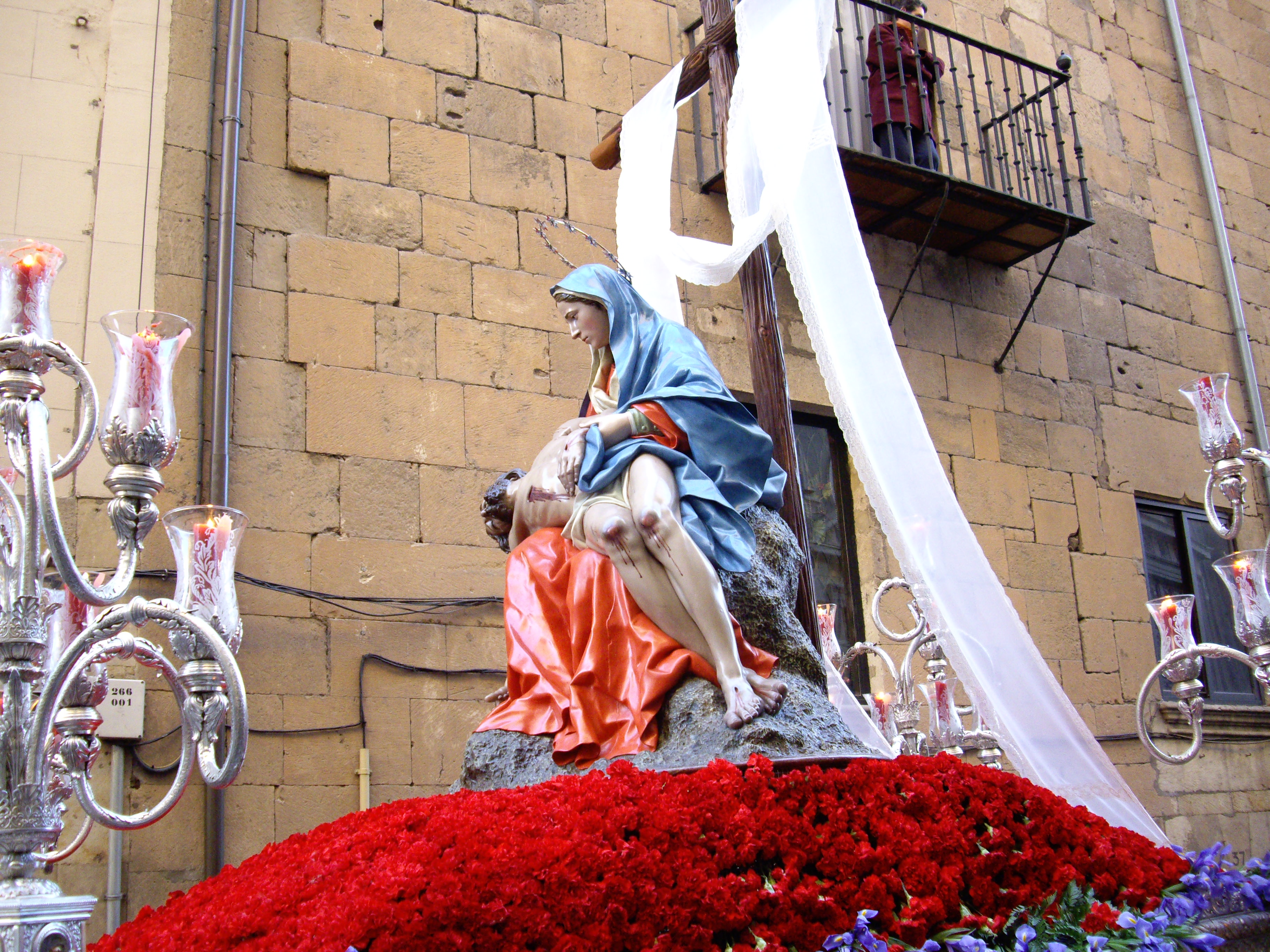
La Piedad (Salvador Carmona, 1760).

En el siglo XVIII, la Vera Cruz encargó un gran número de obras. Alejandro Carnicero realizó La Flagelación del Salvador y el Cristo Resucitado. Recientemente se han atribuido a Juan Alonso de Villabrille y Ron los pasos de La Caña y el Nazareno Chico, que tradicionalmente se habían atribuido a Carnicero. A Felipe del Corral se le atribuye la imagen de la Virgen de los Dolores de la Vera Cruz. Juan Tenán Coll tiene documentada la autoría del grupo de la Oración en el Huerto. José de Larra Domínguez talló para la Congregación de Jesús Nazareno su paso titular, inicialmente configurado como el encuentro con las hijas de Jerusalén. Virginia Albarrán y Francisco Javier Casaseca le atribuyen también la hechura de Ntra. Sra. de las Angustias, de la Congregación de Jesús Rescatado.
Otras obras realizadas para conventos e iglesias en este periodo se incorporaron a las procesiones en el siglo XX con la creación de nuevas cofradías penitenciales. A Bernardo Pérez de Robles se deben tres notables crucificados. El de la Agonía de la capilla de la Venerable Orden Tercera, que hasta 1975 desfiló con la Seráfica, el del Perdón de las Bernardas y el del Amparo, en la iglesia del Carmen de Arriba, que desfiló con su propia cofradía hasta 1969. Esteban de Rueda realizó el Cristo de la Luz de la Clerecía. Luis Salvador Carmona esculpió para Salamanca obras cumbre como Jesús Flagelado con los ángeles pasionarios que lo acompañan, conjunto creado para el retablo de la sacristía de la Clerecía, y La Piedad de la Catedral. De la Virgen Madre de la Sabiduría (siglo XVII), las imágenes secundarias del grupo de La Caída (siglo XVIII) y el Cristo de los Doctrinos (siglo XVIII) se desconoce la autoría.

#### SigloXX
En 1926 el escultor albaceteño Clemente Cantos realizó el paso de El Prendimiento para la recién fundada Seráfica Hermandad. El grupo escultórico, de cinco figuras, seguía el modelo del paso creado por Salzillo para la Cofradía de Nuestro Padre Jesús en Murcia y desfiló hasta 1931. Fue sustituido en 1948 por un nuevo grupo escultórico, perdiéndose la pista de su paradero al no haber documentación al respecto.

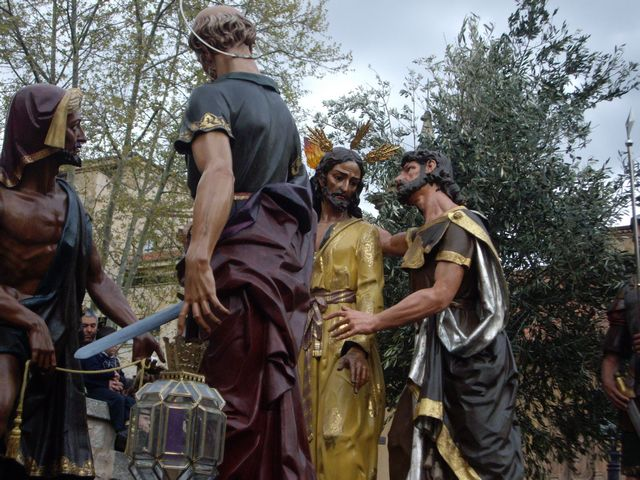
El Prendimiento (Damián Villar, 1948).

A mediados de siglo se desarrolló la denominada Escuela de Imaginería de Salamanca, que realizó pasos para toda España entre 1940 y 1960. Inocencio Soriano Montagut talló en 1939 la Dolorosa de la Seráfica Hermandad. Francisco González Macías esculpió el grupo de Jesús ante Pilato para la Seráfica Hermandad, el Santo Entierro para la Congregación de Jesús Nazareno, la primera imagen de la Virgen de la Esperanza para la Hermandad Dominicana y reformó del grupo de La Caída para la Vera Cruz. De las manos de Damián Villar salieron cuatro pasos para dos cofradías: Jesús de la Pasión y la Virgen de la Esperanza, para la Hermandad Dominicana, y el grupo de El Prendimiento, sustituyendo al anterior de Ángel Cantos, y el Cristo de la Agonía para la Seráfica Hermandad.

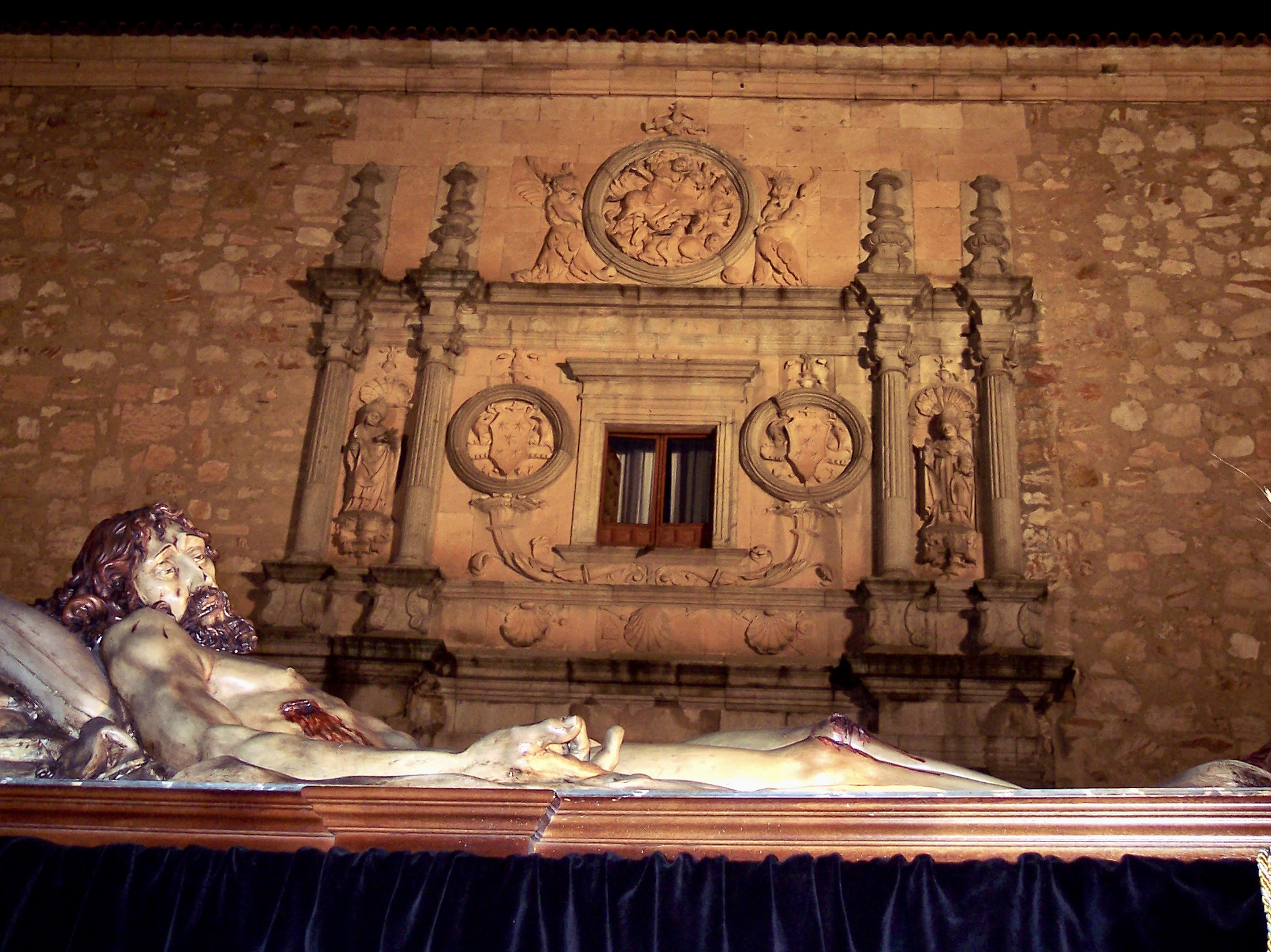
Cristo de la Liberación (Vicente Cid, 1988).

Dicha escuela tuvo continuidad a finales de siglo con la incorporación de obras de Enrique Orejudo, autor de la Virgen del Silencio y el Cristo Yacente de la Misericordia, y Vicente Cid, con el Cristo de la Liberación.
Hay otras valiosas aportaciones de fuera de Salamanca destacando la imagen de la Virgen de la Soledad de Mariano Benlliure. La imagen de María Nuestra Madre de la Hermandad del Amor y de la Paz es obra del escultor zamorano Hipólito Pérez Calvo. La Virgen de las Lágrimas se debe al gaditano José Miguel Sánchez Peña, realizada en 1977 e incorporada a la Hermandad de Jesús Flagelado en 1992.
En el pasado siglo también se adquirieron grupos e imágenes procedentes de los talleres de imaginería de Olot. La mayoría de estas imágenes no desfilan actualmente en la ciudad: algunas porque fueron devueltas a las cofradías foráneas que las habían cedido, caso de la Coronación de Espinas que desfiló con la Hermandad del Amor y de la Paz, y otras por haber sido sustituidas por nuevas imágenes en la primera década del siglo XXI, como la Borriquilla y el Vía Crucis. Sólo se mantiene el Cristo de la Vela, de la Hermandad del Silencio, obra elaborada en escayola de principios del siglo XX que procede del Colegio de las Trinitarias y posiblemente fuese realizada de los talleres de Olot.

#### SigloXXI
Las imágenes que se han incorporado en el siglo XXI se deben a las gubias de distintos autores. Artistas formados y vinculados a Salamanca continúan aportando obras y destaca también la incorporación de esculturas de imaginemos andaluces.

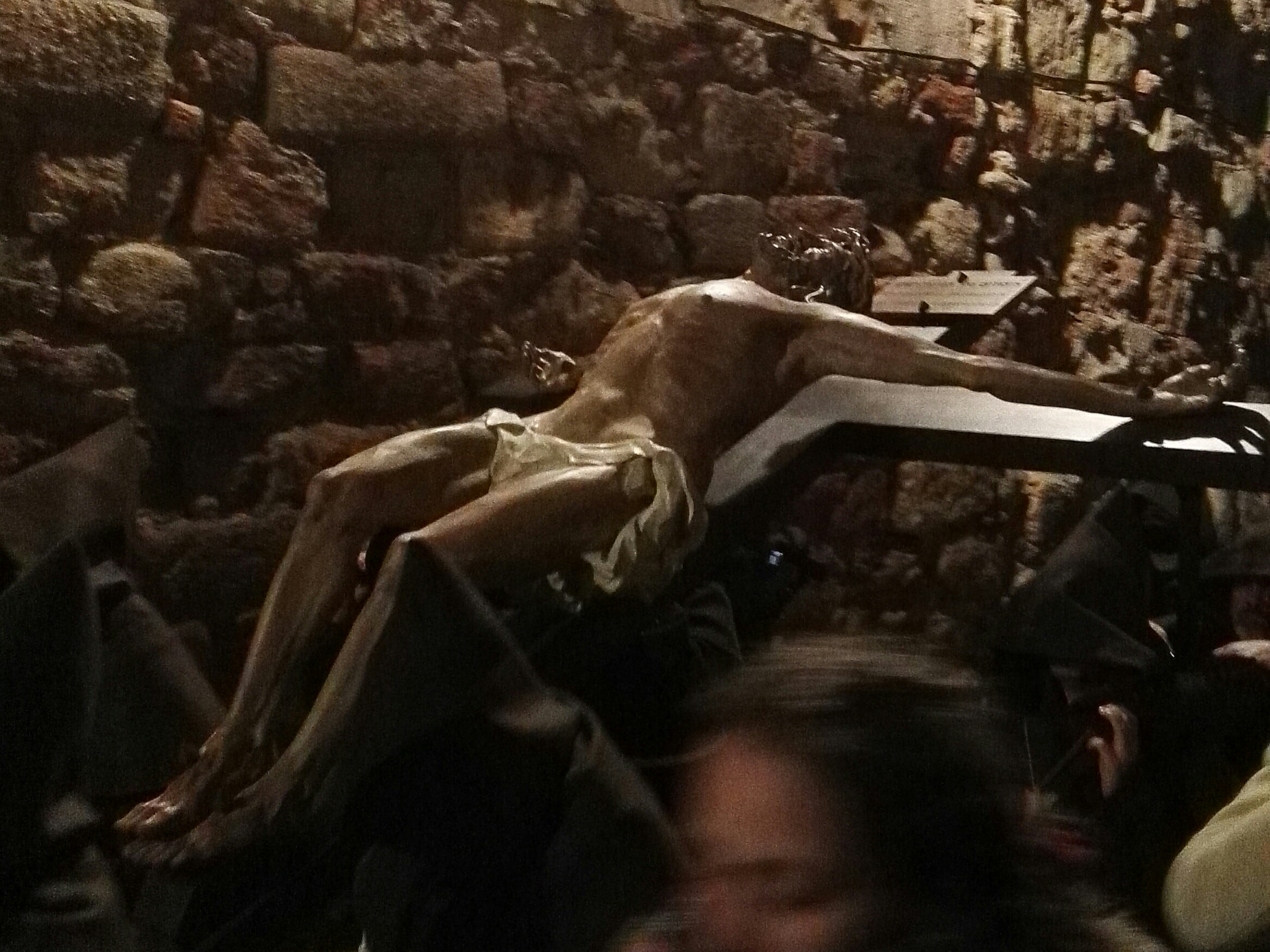
Cristo de la Humildad (Fernando Mayoral, 2017).

En cuanto a las aportaciones realizadas por escultores vinculados a Salamanca, Antonio Malmierca realizó la actual imagen de Jesús del Vía Crucis, bendecida en 2007. En diciembre de 2017 se bendijo la imagen del Cristo de la Humildad, de Fernando Mayoral para la Hermandad Franciscana, siendo la última obra realizada por el escultor. También para la Hermandad Franciscana, Ricardo Flecha realizó el Cristo de Fraternidad Franciscana, reinterpretación de la imagen del Cristo de las Batallas de la Catedral que es utilizada como cruz de guía. En febrero de 2020 la Cofradía de la Vera Cruz recibió la donación de la imagen del Ángel anunciador de la Resurrección. Se trata de una talla realizada por Víctor de los Dolores Pablos, destinada a completar el paso de Las tres Marías ante el Sepulcro Vacío.

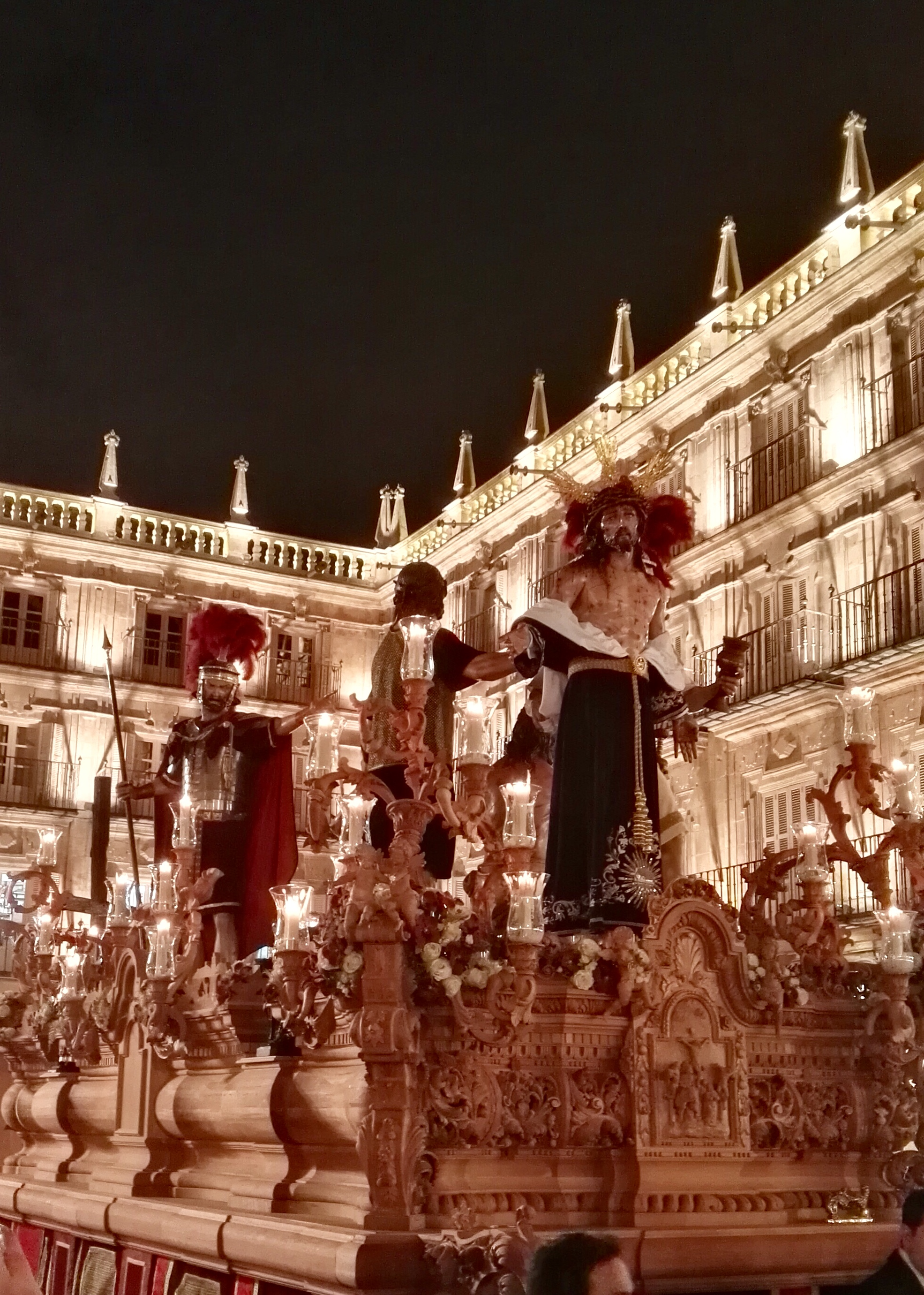
Paso de Jesús Despojado (Romero Zafra, 2012 y Madroñal Isorna, 2015-2019).

Respecto a las creaciones de artistas andaluces, Carlos Guerra realizó entre 2008 y 2010 el grupo de la Entrada en Jerusalén, que quedó incompleto debido al reiterado incumplimiento en los plazos por el escultor. Francisco Romero Zafra es el autor de las imágenes de Jesús Despojado, bendecida el 11 de febrero de 2012, y de María Santísima de la Caridad y del Consuelo, cuya bendición se celebró el 28 de septiembre de 2013. Manuel Madroñal Isorna es el artífice de las imágenes secundarias del grupo del Despojado, incorporadas entre 2015 y 2019.En la cuaresma de 2011, durante los trámites de aprobación de la rama penitencial de la Archicofradía del Rosario, se recibió la obra Nuestro Padre Jesús de la Redención, titular del grupo de la Sagrada Cena, realizada por Luis Sergio Torres Romero, que no llegó a bendecirse. Posteriormente la Archicofradia anunció el encargo de una nueva talla cristifera para la Santa Cena al imaginero José Antonio Navarro Arteaga, bendecida el 13 de junio de 2015 en el Convento de San Esteban, que se completará con el apostolado proyectado por el mismo autor. También realizadas por Navarro Arteaga para la Archicofradía del Rosario son las imágenes de san Juan Evangelista y María Santísima del Dulce Nombre, talladas entre 2019 y 2020 y presentadas el Jueves Santo de 2021. En 2022 la Hermandad del Perdón incorporó a su patrimonio la imagen de María Santísima de Gracia y Amparo, del imaginero hispalense Juan Manuel Montaño Fernández.
Varios proyectos presentados por las cofradías no llegaron a materializarse. La Hermandad de la Borriquilla presentó en 2002 el proyecto de un nuevo paso de la Entrada Triunfal a cargo de Fernando Mayoral que finalmente no se realizó. La Cofradía de la Oración en el Huerto dio a conocer en 2011 la maqueta del proyecto encargado en 2007 a Fernando Mayoral para incorporar el paso de la Santa Cena. La propuesta del artista difería del paso con la misma temática que había realizado para la Cofradía de la Vera Cruz de Zamora. Inspirado en la pintura de la Última Cena de Goya del Oratorio de la Santa Cueva de Cádiz, presentaba a los apóstoles sentados en el suelo, con Cristo de pie frente a ellos y Judas de espaldas al resto de imágenes. La situación de crisis económica general vivida en aquellos años hizo que el proyecto no llegase a término. En el caso de la Hermandad del Vía Crucis, que presentó en enero de 2011 el boceto de una imagen mariana obra de Antonio Malmierca Zúñiga, no se han producido avances.

### Imágenes más veneradas y de mayor valor artístico

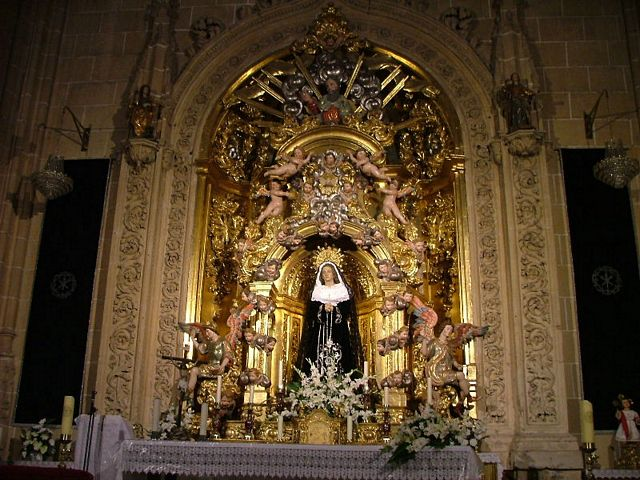
Virgen de la Soledad (Mariano Benlliure, 1941-1943).

Las imágenes más veneradas son Jesús Rescatado (Anónimo, siglo XVII), como queda patente en su multitudinario besapiés celebrado el primer viernes de marzo, y la Virgen de la Soledad (Mariano Benlliure, 1941-1943), que cuenta con la hermandad con mayor número de cofrades de la ciudad.
Las tallas de mayor valor artístico son La Piedad y Jesús Flagelado, junto con los ángeles pasionarios que lo acompañan, de Luis Salvador Carmona, la Virgen de los Dolores de Felipe del Corral, el grupo escultórico de Jesús en la Calle de la Amargura de José de Larra Domínguez, y los grupos de Alejandro Carnicero y Juan Alonso Villabrille y Ron para la Vera Cruz, todas obras del siglo XVIII. Podría decirse que el siglo XVIII constituyó el momento de mayor esplendor en la imaginería procesional salmantina, tanto por la cantidad de obras como por su calidad artística. Entre las obras contemporáneas destacan el Cristo de la Humildad de Fernando Mayoral, las imágenes de Romero Zafra para la Hermandad de Jesús Despojado y las de Navarro Arteaga para la Archicofradía del Rosario.

### Pasajes de la Pasión representados en la Semana Santa Salmantina
| Pasaje de la Pasión                                                          | Pasos y cofradías que lo representan |
| ---------------------------------------------------------------------------- | --- |
| Entrada triunfal en Jerusalén                                                | - N. P. Jesús Amigo de los Niños - Borriquilla |
| Santa Cena                                                                   | - N. P. Jesús de la Redención en la Institución de la Eucaristía - Rosario |
| Oración en Getsemaní                                                         | - La Oración en el Huerto - Huerto |
| Prendimiento de Jesús                                                        | - N. P. Jesús en su Prendimiento - Seráfica |
| Jesús testificando ante Pilatos                                              | - N. P. Jesús ante Pilatos - Seráfica |
| Flagelación de Jesús                                                         | - La Flagelación del Salvador (Los azotes o Culo colorao) - Vera Cruz |
| Jesús recoge sus vestiduras tras la flagelación                              | - N. P. Jesús Flagelado - Flagelado |
| Jesús presentado al pueblo                                                   | - El balcón de Pilatos (La Caña o Boca ratonera) - Vera Cruz - N. P. Jesús Rescatado - Rescatado |
| Jesús condenado a muerte                                                     | - N. P. Jesús del Vía Crucis - Vía Crucis |
| Jesús cargando con la cruz                                                   | - N. P. Jesús de la Pasión - Dominicana - N. P. Jesús con la cruz a cuestas (Nazareno Chico) - Vera Cruz |
| La Virgen María y San Juan en la calle de la Amargura (Sagrada conversación) | - María Stma. del Dulce Nombre y San Juan Evangelista - Rosario |
| Encuentro de Jesús con la Virgen María camino del Calvario                   | - N. P. Jesús Nazareno en la calle de la Amargura - Nazareno |
| Encuentro de Jesús con la Verónica                                           | - La Caída - Vera Cruz |
| Jesús es despojado de sus vestiduras                                         | - N. P. Jesús Despojado - Despojado |
| Jesús agonizando en la cruz                                                  | - Stmo. Cristo de la Humildad - Franciscana - N. P. Jesús del Perdón - Perdón - Stmo. Cristo de la Agonía - Seráfica - Stmo. Cristo de la Vela - Silencio |
| Jesús muerto en la cruz                                                      | - Stmo. Cristo de los Doctrinos - Vera Cruz - Stmo. Cristo de la Agonía Redentora - Yacente - Stmo. Cristo del Amor y de la Paz - Amor y Paz - Stmo. Cristo de la Buena Muerte - Dominicana - El Calvario - Vera Cruz - Stmo. Cristo de la Salud - Rescatado |
| Stabat Mater                                                                 | - Stmo. Cristo de la Luz y Ntra. Sra. Madre de la Sabiduría - Universitaria |
| Descendimiento de la cruz                                                    | - Acto del Descendimiento - Vera Cruz |
| Cristo muerto en brazos de la Virgen María                                   | - Ntra. Sra. de los Dolores (La Piedad) - Dominicana - Ntra. Sra. de las Angustias - Rescatado |
| Entierro de Jesús                                                            | - Santo Entierro - Nazareno |
| Jesús en el sepulcro                                                         | - Stmo. Cristo Yacente de la Misericordia - Yacente - Santo Sepulcro con la imagen de Cristo Nuestro Bien - Vera Cruz - Stmo. Cristo de la Liberación - Amor y Paz |
| Virgen María Dolorosa                                                        | - Stma. Virgen de los Dolores - Vera Cruz - María Stma. de Gracia y Amparo - Perdón - María Stma. de la Caridad y del Consuelo - Despojado - Ntra. Sra. de la Amargura - Vera Cruz - Ntra. Sra. de las Lágrimas - Flagelado - Ntra. Sra. de los Dolores (Dolorosa de Montagut) - Seráfica - María Nuestra Madre - Amor y Paz - Ntra. Sra. de la Esperanza - Dominicana - Ntra. Sra. de la Soledad - Soledad - Ntra. Sra. del Silencio - Silencio |
| Resurrección de Jesús                                                        | - N. P. Jesús Resucitado - Vera Cruz |
| Las santas mujeres descubren el sepulcro la mañana de Pascua                 | - Las tres Marías ante el sepulcro vacío - Vera Cruz |
| La Virgen María tras la Resurrección                                         | - Ntra. Sra. de la Alegría - Vera Cruz |
| Pasos alegóricos                                                             | - La Palabra - Borriquilla - La Cruz desnuda - Vía Crucis - Soledad de la Cruz - Soledad - La Palabra de Dios - Silencio - Lignum Crucis - Vera Cruz |

## Los pasos procesionales
Tradicionalmente los pasos salen en procesión a hombros de hermanos, cuyo número varía en función del tamaño y peso del mismo, pero también de su número de devotos, pudiendo ser la carga interior, exterior o mixta. En las cargas de los pasos portados a hombros participan tanto hombres como mujeres, algunos pasos llevan carga íntegramente femenina y otros turnos mixtos. En la Procesión General del Santo Entierro de 1985 los pasos de la Coronación de espinas, que aportaba la Hermandad del Amor y de la Paz, y el Nazareno Chico de la Vera Cruz fueron cargados íntegramente por mujeres, siendo los primeros pasos en hacerlo en toda España. Una minoría de pasos, generalmente grupos escultóricos, son portados en carrozas de ruedas empujadas por hermanos. En 2012, con la incorporación de la Hermandad del Despojado a los desfiles penitenciales, salió a la calle el primer paso portado a costal de la Semana Santa salmantina, aunque este sistema de carga ya había sido empleado anteriormente en Salamanca en las procesiones de gloria de la Virgen del Rosario, tanto con la Hermandad Dominicana, entre 2003 y 2008, como con su propia archicofradía desde 2009, y en la procesión extraordinaria de Ntra. Sra. de la Peña de Francia en 2005. La Archicofradía del Rosario también emplea la carga a costal en su estación de penitencia, con un caminar sobrio acorde al estilo solemne con el que se quiere caracterizar el desfile. La Hermandad Dominicana utiliza también la carga a costal, aunque no en todos sus pasos ni desde sus orígenes. En 2023 cambió el modo de carga del paso de la Virgen de la Esperanza, pasando de hombros a costal, siendo la primera hermandad de la ciudad que permitió cargar a mujeres con este sistema dentro de cuadrillas mixtas, y un año después incorporó el mismo modo de carga en el paso del Cristo de la Buena Muerte.

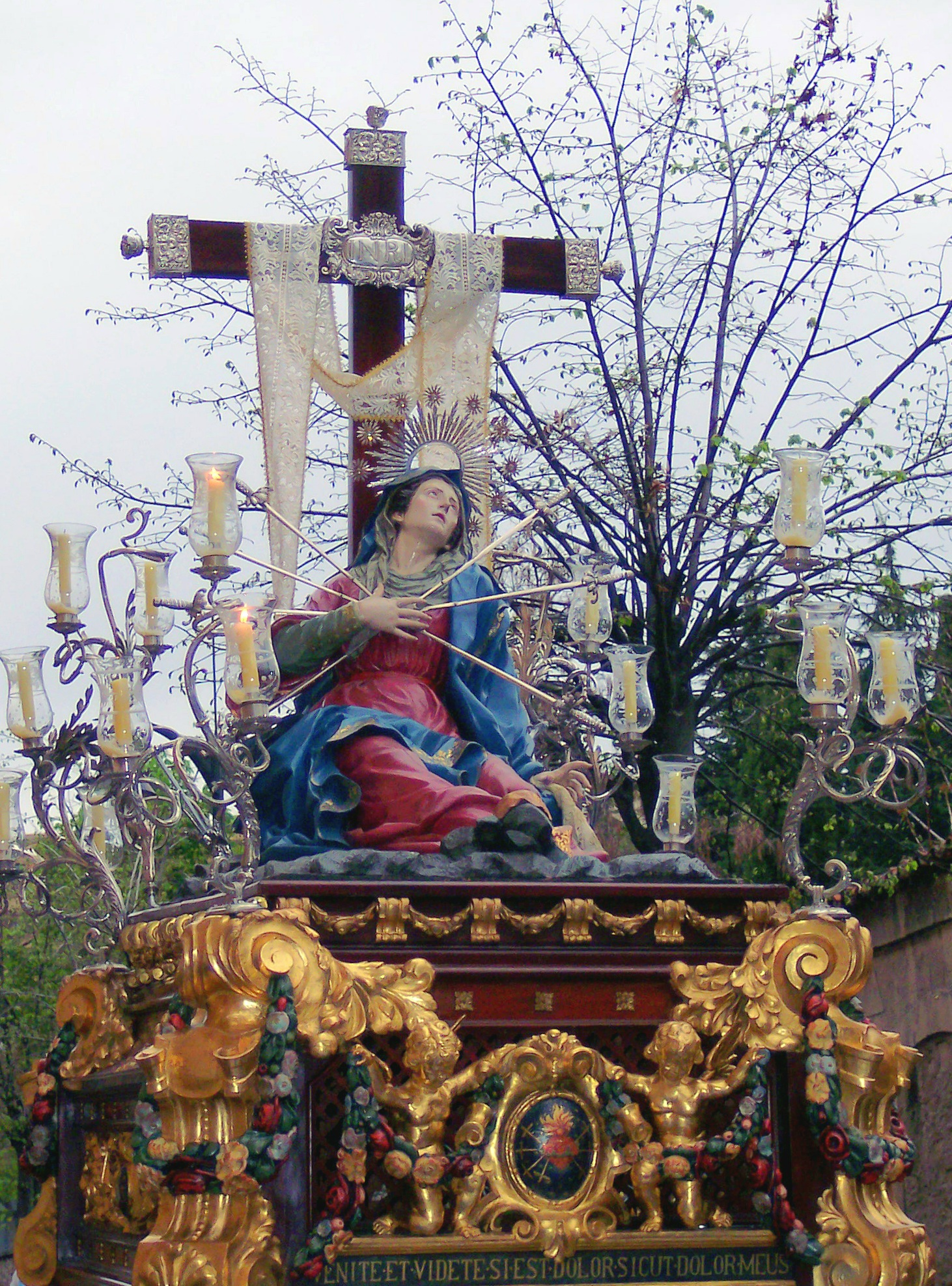
La Dolorosa (Felipe del Corral, 1715) sobre el paso donado por Gonzala Santana en 1926.

Las andas son denominadas en Salamanca carrozas, talladas elegantemente en madera de nogal muchas de ellas con motivos platerescos, también las hay doradas, plateadas y policromadas, así como de forja y orfebrería. Hasta principios del siglo XX las imágenes desfilaban sobre sencillos tableros o parihuelas alumbrados por faroles y sin decoración floral, ninguna de estas estructuras se han conservado. Las andas más antiguas que siguen desfilando son las de la Virgen de las Angustias (1923), la Virgen de los Dolores de la Vera Cruz (1926), y la Dolorosa de Montagut (1926). La mayoría de las carrozas encargadas por las cofradías a partir de los años 30 se realizaron en los Talleres Merchán de Salamanca. Con la recuperación de la Semana Santa en los años 80 y 90 se hicieron nuevos encargos a distintos escultores y tallistas locales como Agustín Cruz, Enrique Orejudo o Vicente Cid. En la década de 2010 dos cofradías iniciaron los proyectos de andas de estilo neobarroco realizadas por tallistas andaluces. Se trata del paso para el misterio de Jesús Despojado, encargado a Pedro Manuel Benítez Carrión, en proceso de talla por fases desde su incorporación a la procesión en 2016, y de las andas de Jesús de la Pasión, inspiradas en el retablo del convento de San Esteban con diseño y ejecución de David Medina Soto, que estrenaron la primera fase de talla en el frontal y la trasera de la canastilla en 2023.
Tres son los pasos de palio que desfilan en la Semana Santa salmantina. Realizados en metal repujado, acusan distintas influencias andaluzas: El paso de Ntra. Sra. de la Soledad sigue el modelo de los tronos malagueños, con varales externos con cabeceras ricamente talladas y arbotantes (faroles de varios brazos con guardabrisas) en las cuatro esquinas del paso. El palio de Ntra. Sra. de la Esperanza sigue patrones sevillanos. El último en incorporarse a las procesiones ha sido el de María Santísima de la Caridad y del Consuelo, de la Hermandad del Despojado, que bajo diseño de Alejandro Escobar sigue el modelo estructural de los palios sevillanos con inspiración churrigueresca en los detalles ornamentales. Está siendo realizado por fases en los talleres de Orfebrería Sanlucar. Para la incorporación de un cuarto palio con María Santísima del Dulce Nombre y San Juan, de la Archicofradía del Rosario, habrá que esperar a la culminación del apostolado que acompañe a Jesús de la Redención en el paso de la Santa Cena.

## Procesiones
La Semana Santa salmantina celebra veintitrés desfiles, a los que se añade el Acto del Descendimiento, entre el Viernes de Dolores y el Domingo de Resurrección. Los desfiles de la Semana Santa de 2024 son los siguientes.
| Día                     | Madrugada                                                                                        | Mañana                                                                 | Tarde | Noche                                                |
| ----------------------- | ------------------------------------------------------------------------------------------------ | ---------------------------------------------------------------------- | --- | ---------------------------------------------------- |
| Viernes de Dolores      |                                                                                                  |                                                                        | - Procesión del Vía Matris (Vera Cruz). | - Traslado del Cristo de la Liberación (Amor y Paz). |
| Sábado de Pasión        |                                                                                                  |                                                                        | - Procesión de la Archicofradía del Rosario. | - Procesión de la Hermandad Franciscana.             |
| Domingo de Ramos        |                                                                                                  | - Procesión de La borriquilla (Hermandad de Jesús Amigo de los Niños). | - Procesión de la Hermandad de Jesús del Perdón. - Procesión de la Hermandad de Jesús Despojado. |                                                      |
| Lunes Santo             |                                                                                                  |                                                                        | | - Procesión del Cristo de los Doctrinos (Vera Cruz). |
| Martes Santo            |                                                                                                  |                                                                        | | - Procesión de la Hermandad Universitaria.           |
| Miércoles Santo         |                                                                                                  |                                                                        | | - Procesión de la Hermandad de Jesús Flagelado.      |
| Jueves Santo            | - Procesión de la Cofradía del Cristo Yacente.                                                   |                                                                        | - Procesión de la Hermandad de Jesús del Vía Crucis. - Procesión de la Seráfica Hermandad. | - Procesión de la Hermandad del Amor y de la Paz.    |
| Viernes Santo           | - Procesión de la Hermandad Dominicana.                                                          |                                                                        | - Acto del Descendimiento (Vera Cruz). - Procesión del Santo Entierro (Vera Cruz). - Procesión de la Congregación de Jesús Nazareno. - Procesión de Cofradía de la Oración en el Huerto. - Procesión de la Congregación de Jesús Rescatado. |                                                      |
| Sábado Santo            | - Procesión de la Hermandad de la Soledad. - Procesión del Cristo de la Liberación (Amor y Paz). |                                                                        | - Procesión de la Hermandad del Silencio. |                                                      |
| Domingo de Resurrección |                                                                                                  | - Procesión del Encuentro (Vera Cruz).                                 | |                                                      |

## Señas de identidad

Urna y copón empleados en los Oficios del Jueves Santo en la capilla universitaria

Salamanca destaca por su Universidad, y su Semana Santa tiene elementos de marcado carácter universitario. Gala de ello hace el Martes Santo la Hermandad Universitaria, referente absoluto de las procesiones salmantinas, con la promesa de silencio en el Patio de Escuelas y el acompañamiento de doctores en la procesión. La capilla de las Escuelas Mayores mantiene la celebración de los Oficios Universitarios en latín, con la recuperación de ornamentos litúrgicos del siglo XVI y la asistencia de los doctores revestidos con trajes académicos. También relacionado con la Universidad está el antiguo tránsito de los pasos por el claustro universitario, que se mantuvo hasta 1969. El Viernes Santo de 2015, año en que se cumplían cuatrocientos años de la institución de la procesión del Santo Entierro, la Vera Cruz volvió a hacer estación en la capilla universitaria, aunque sólo con el paso del Santo Sepulcro. La entrada del Sepulcro en el edificio histórico de la Universidad se repitió en 2018, con motivo del VIII centenario del Estudio Salmantino, y 2022 por el IV centenario de la talla de la Inmaculada de la Vera Cruz. En 2025 se volvió a autorizar la entrada del Sepulcro en la capilla universitaria, no tratándose de la celebración de ninguna efeméride, sino de un intento de recuperar la tradición iniciada en 1617.
El entorno monumental, barroco y plateresco, por el que discurren las procesiones le confiere una fuerte personalidad, como destacó Unamuno: 

«La ciudad de Salamanca, y en ella muy especialmente, la calle llamada de la Compañía, parece un escenario secular, en piedra de oro, para las representaciones anuales del Drama de la Pasión y Acción de Nuestro Señor, que es el fondo de la historia que no pasa sino queda. En estas representaciones se han re-creado generaciones de salmantinos.»
Miguel de Unamuno

Sus hermandades reflejan distintas estéticas fruto de la condición cosmopolita de la ciudad, centro de estudiantes de todo el país, si bien prima la austeridad. Hay que destacar el carácter andaluz que preside la procesión de la Hermandad Dominicana en la mañana del Viernes Santo, perceptible en la decoración de las carrozas, la forma de llevar los pasos, la música, los caballos y los tres colores distintos en los capirotes dependiendo de la sección a que pertenezcan.

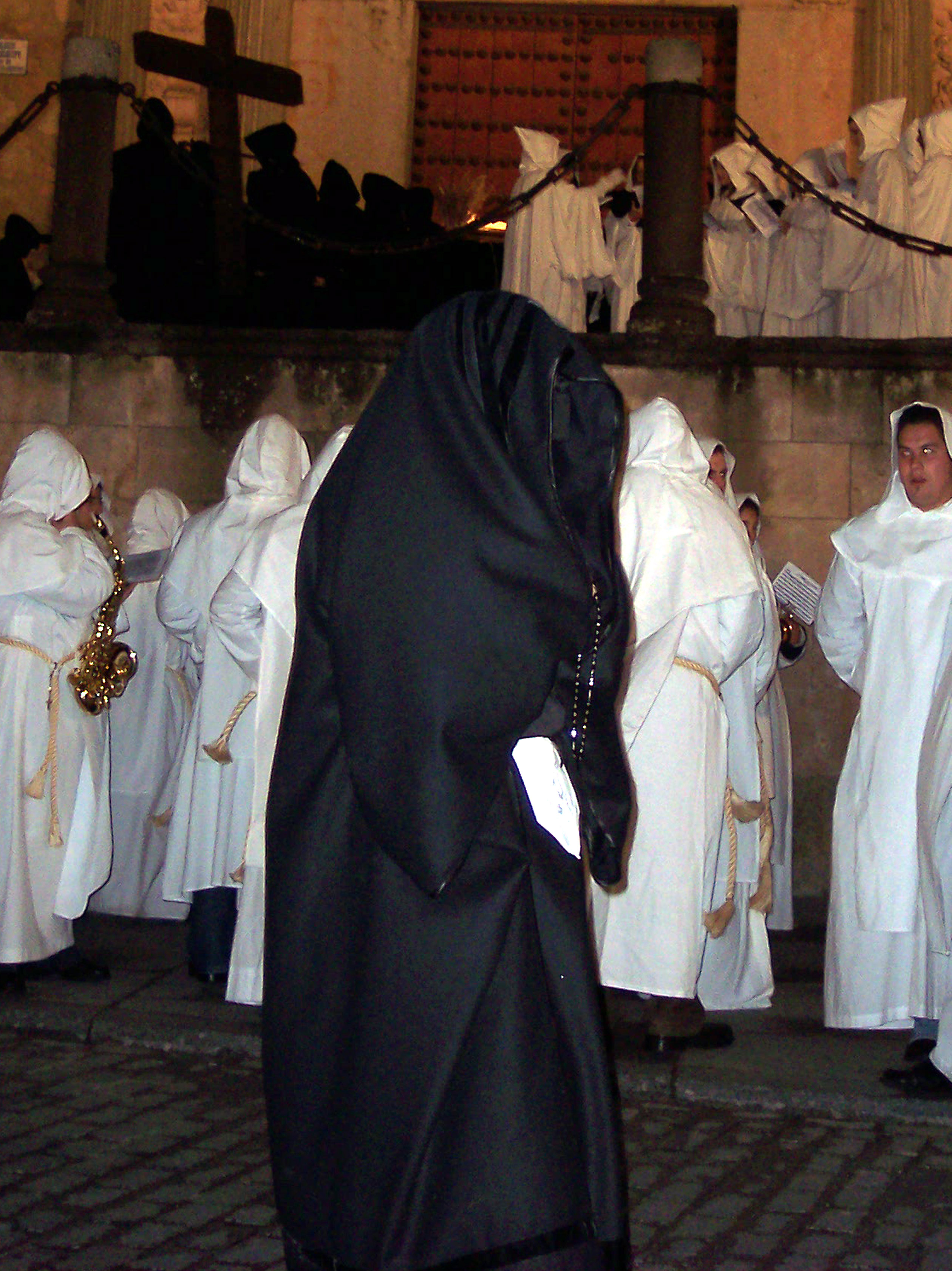
Mujer vistiendo traje de ventioseno en la procesión de la Liberación.

En 1913, con la creación de la sección de la Flagelación de la Vera Cruz, se introdujo el uso del capirote en las hermandades salmantinas. Hasta esa fecha los cofrades cubrían su rostro con un capillo con verdugo, como conservan en la actualidad las congregaciones de Jesús Nazareno, que mantiene el hábito establecido en 1689, y de Jesús Rescatado y la Hermandad Universitaria. La Hermandad de Amor y Paz y la Franciscana optaron desde su constitución por vestir hábitos de estilo monacal, en lugar de cubrir sus caras con capirotes o verdugos. En varias procesiones participan hermanos ataviados con el típico traje charro. Así en la procesión de la Hermandad Dominicana un grupo de charros y charras enlutados preceden al paso de Ntra. Sra. de la Esperanza. Las mujeres que desfilan en la procesión del Cristo de la Liberación visten el traje de ventioseno, empleado antiguamente en el Campo Charro para el luto. En la Procesión del Resucitado participan charros y charras bailando delante del paso.
Algunos pasos destacan por su costumbrismo y popularidad entre pequeños y mayores, siendo conocidos por sobrenombres como Bocarratonera en alusión a la ruin dentadura del sayón que increpa a Cristo en el paso de El balcón de Pilatos, Culocolorao para el paso de La Flagelación del Salvador por los calzones rojos que viste el sayón de la delantera del paso, o La Ramona para la Dolorosa de Montagut, recordando el nombre de la modelo que posó para el escultor catalán, Romana Serra. La imagen de Nuestro Padre Jesús Flagelado es conocida también como El Torero por la postura que tiene el Cristo de Carmona al recoger sus vestiduras, similar a tener un capote entre las manos.

## Cultos y actos

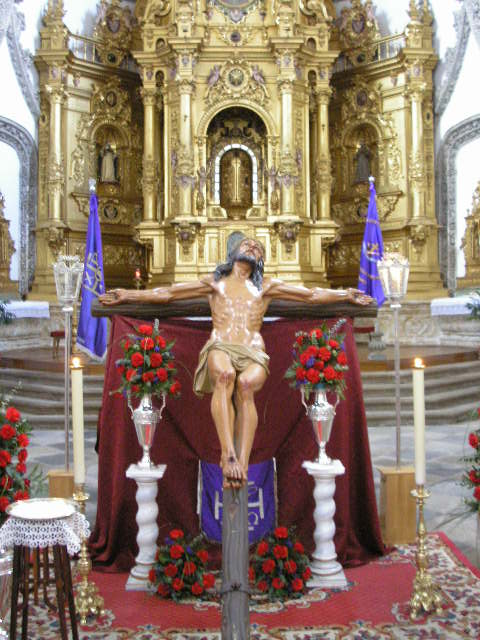
El Cristo de la Agonía (Damián Villar, 1959) en besapiés.

Las cofradías realizan múltiples actos religiosos y culturales a lo largo del año. 
A pesar de poder no coincidir con la cuaresma, el inicio de las celebraciones cofrades tiene lugar el primer viernes de marzo con el besapiés a la imagen de Jesús Rescatado, atrayendo a numerosos salmantinos y habitantes de la provincia.
Es en cuaresma cuando más actos se celebran. Comienza el Miércoles de Ceniza con la festividad y procesión claustral del Cristo de la Buena Muerte de la Hermandad Dominicana. A lo largo de este periodo se celebran cultos a los titulares de la mayoría de las hermandades, incluyendo besamananos como los de N. P. Jesús en su Prendimiento, N. P. Jesús de la Pasión o la Virgen de la Soledad. Muchas cofradías realizan también vía crucis con sus imágenes titulares, entre los que se pueden mencionar el de la Hermandad de Jesús Despojado, el celebrado por la Hermandad Dominicana con la imagen de Jesús de la Pasión por los alrededores del Convento de San Esteban, el de Jesús Flagelado por el claustro de la Universidad Pontificia,el Vía Crucis de las Dueñas, celebrado por la Hermandad del Amor y de la Paz, o el que realizan los hermanos adultos de Jesús Amigo de los Niños en la madrugada del Domingo de Pasión con el Cristo de la Paz. La Archicofradía del Rosario celebra triduo doloroso y función solemne con sus titulares pasionistas. La bisagra entre los actos cuaresmales y los que se celebran en Semana Santa es la procesión del Vía Matris de la Vera Cruz, con la que culmina la novena a la Dolorosa el Viernes de Dolores.
En los días de Semana Santa destaca la celebración de Las Siete Palabras de Cristo en la Cruz de la Hermandad del Amor y de la Paz y la celebración de las Cinco Llagas de la Hermandad Dominicana, ambas el Lunes Santo. Las cofradías celebran los Oficios en los templos en que están asentadas. Las celebraciones de los Oficios más destacables por su importancia social e histórica no están vinculadas a las cofradías, se trata de las de la Catedral Vieja, en Rito mozárabe, y las de la Universidad de Salamanca.
En Pascua la Cofradía de la Vera Cruz celebra el Via Lucis con la imagen del Resucitado. En la Octava del Corpus celebran Fiesta Sacramental la Vera Cruz y la Archicofradía del Rosario.En julio la Cofradía de la Oración en el huerto celebra la procesión de la Virgen del Carmen por las inmediaciones del Tormes. En septiembre coincidiendo con las festividades de la Exaltación de la Santa Cruz y Ntra. Sra. de los Dolores la Vera Cruz celebra un triduo a la Santa Cruz, y las hermandades Dominicana, Seráfica y del Flagelado celebran cultos a sus titulares marianas (Piedad, Dolorosa y Lágrimas, respectivamente). Los días 1 y 2 de noviembre la Hermandad del Amor y de la Paz rinde culto al Stmo. Cristo de la Liberación en la capilla del cementerio de San Carlos Borromeo con un besapiés. La mayoría de hermandades celebran misas de réquiem por los hermanos fallecidos a lo largo del mes de noviembre. El 8 de diciembre la Cofradía de la Vera Cruz celebra la Festividad de su titular, la Inmaculada Concepción de María y también se celebra el besamanos de la Virgen de la Caridad de la Hermandad del Despojado. La Hermandad Dominicana celebra cultos a Ntra. Sra. de la Esperanza en torno al 18 de diciembre.
La poesía ocupa un lugar destacado en los actos de varias cofradías. En cuaresma la Cofradía del Yacente celebra el acto Poeta ante la Cruz en el coro de la Catedral Nueva. La Hermandad del Despojado incluye en el quinario al titular Cristífero una oración poética. Desde 2016, coincidiendo con el 25 aniversario de la llegada de la imagen, la Hermandad del Flagelado celebra en septiembre la Salve Poética a Ntra. Sra. de las Lágrimas. También la Hermandad Franciscana incluye una parte poética en la Proclama por la Paz que realiza anualmente en el monasterio de la Purísima Concepción en torno a la festividad de san Francisco de Asís.
En cuanto a acciones solidarias varias cofradías colaboran en las cuestaciones de Cruz Roja del día de la Banderita y la Gran Recogida del Banco de Alimentos. También realizan sus propias cuestaciones, como la campaña Despójate de un kilo por Caridad de la Hermandad del Despojado o la chocolatada a favor de Proyecto Hombre en torno a la festividad de la Virgen de la Esperanza, celebran ensayos de carga solidarios, como es el caso de las hermandades del Silencio y Dominicana, o conciertos benéficos como las hermandades de Amor y Paz, Silencio, Vía Crucis y la propia Junta de Cofradías. También realizan recogidas de juguetes en torno a la Navidad, destacando el pasacalles benéfico Ningún niño sin juguete de la Archicofradía del Rosario, o la colaboración de la Hermandad del Perdón con el Centro Penitenciario de Topas realizando la entrega de los regalos de Reyes a los hijos de los internos del centro, y material escolar para las familias necesitadas ante el inicio de curso, con campañas como la de la Vera Cruz. Uno de los actos asistenciales más tradicionales es la comida para las familias necesitadas que organiza la Hermandad de la Soledad en el mes de diciembre. La Hermandad de Cristo del Amor y de la Paz, a través de su grupo de exequias, se encarga de dirigir la oración que se lleva a cabo antes de dar sepultura a los fallecidos en los dos cementerios de Salamanca y también tiene a su cargo la capilla del cementerio de San Carlos, en la que celebra una Eucaristía los últimos domingos de cada mes por los fallecidos en la ciudad.
Los actos más importantes organizados por la Junta de Semana Santa son el Vía Crucis oficial que se realiza al principio de cuaresma presidido cada año por una talla cristífera, el Pregón de Semana Santa, celebrado desde 1965 y que ha contado con importantes pregoneros como el Reverendo Padre Ramón Cué S. J., José Ledesma Criado, Francisco Rodríguez Pascual, o Gonzalo Torrente Ballester, la celebración del día del Cofrade, con Misa y Comida de Confraternidad, la convocatoria del Concurso Fotográfico y edición del cartel anunciador de la Semana Santa, en colaboración con el Ayuntamiento de Salamanca, la publicación de la revista Christus, oficial de la Semana Santa, y la representación del Miserere de Doyagüe, recuperada en 2013, que desde 2018 se celebra en la Catedral.

## Gastronomía

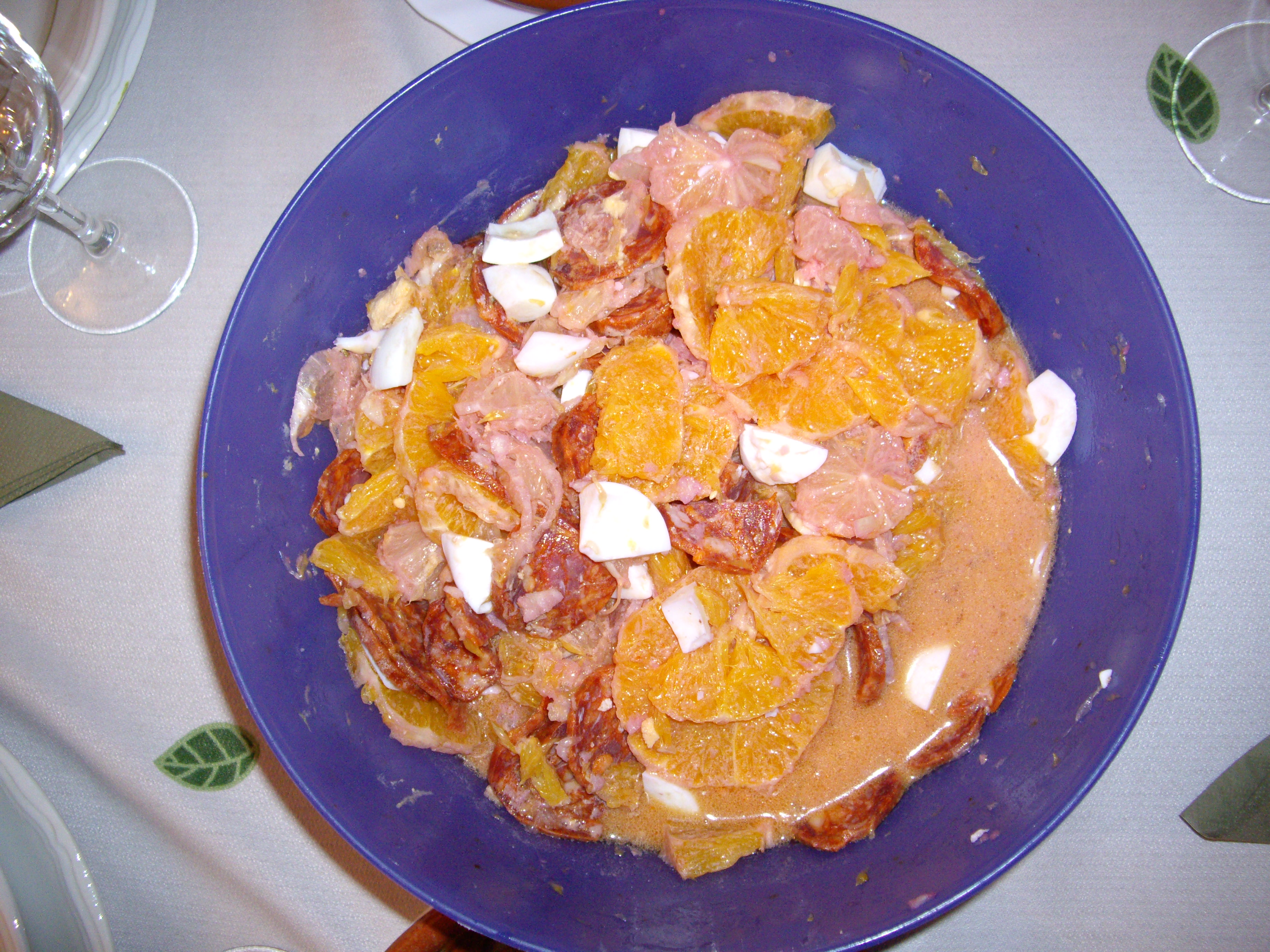
Limones, tradicional plato cofrade.

Entre las costumbres gastronómicas de la Semana Santa en Salamanca está comer los limones, guiso típico de Jueves y Viernes Santo, que viene a ser una fuerte ensalada a base de verduras, huevo cocido, limón, naranja, vinagre y pescado en escabeche, cuyo origen son los desayunos entre hermanos vinculados al paso de la Oración en el Huerto, tradicionalmente hortelanos. De ahí que los productos que componen el plato sean de la huerta. Muchas hermandades y la Universidad suelen agasajar a sus hermanos o invitados tras la procesión, oficios, etc. con desayunos o convites a base de chocolate con churros. Otra costumbre es que los niños comen barquillos, obleas y pirulís de caramelo mientras se espera el paso de la procesión, habitualmente precedida por el barquillero. Como en muchas otras partes son típicas de estas fiestas las torrijas y los pestiños, a base de harina, huevo miel y canela.